# Guerra del Kosovo
La guerra del Kosovo fu un conflitto combattuto dal febbraio 1998 all'11 giugno 1999, nell'ambito delle più ampie guerre jugoslave. Tra le principali cause delle ostilità vi fu la definizione dello status del Kosovo come nazione indipendente, fino ad allora appartenente alla Repubblica Federale di Jugoslavia.
La guerra vide contrapposte le truppe federali jugoslave all'organizzazione terroristica dell'Ushtria Çlirimtare e Kosovës (UÇK), che garantì l'indipendenza del Kosovo dalla Repubblica Federale della Jugoslavia. Nel marzo del 1999 la NATO intervenne nel conflitto con l'operazione Allied Force, una campagna di attacchi aerei contro la Repubblica Federale di Jugoslavia.
Il successivo accordo di Kumanovo, firmato il 9 giugno 1999, sancì la conclusione del conflitto, il ritiro delle truppe federali dal Kosovo e lo stabilirsi nella regione di un protettorato internazionale (UNMIK) sotto la protezione delle Nazioni Unite.

## Contesto storico e politico

### Il Kosovo nella Jugoslavia di Tito (1945-1980)
Il conflitto albanese-serbo affonda le sue radici nell'espulsione degli albanesi, negli anni 1877 e 1878, dalle aree che furono incorporate nel Principato di Serbia. Le tensioni tra la comunità serba e quella albanese in Kosovo durarono per tutto il 20º secolo, sfociando in diverse occasioni in gravi violenze, in particolare durante la prima guerra balcanica (1912-1913), la prima guerra mondiale (1914-1918) e la seconda guerra mondiale (1939-1945).
Dopo il 1945, il governo socialista di Josip Broz Tito attuò una repressione sistematica di tutte le manifestazioni di nazionalismo nel paese, cercando di garantire che nessuna repubblica o nazionalità acquisisse il dominio sulle altre.
In particolare, Tito diluì il potere della Serbia, la repubblica più grande e popolosa, istituendo governi autonomi nella provincia serba della Vojvodina nel nord e in Kosovo e Metochia nel sud. I confini del Kosovo non corrispondevano esattamente alle aree di insediamento etnico albanese in Jugoslavia (un numero significativo di albanesi rimase nella Repubblica socialista di Macedonia, in Montenegro e in Serbia).
L'autonomia formale del Kosovo, istituita dalla costituzione jugoslava del 1945, non produsse particolari cambiamenti. La polizia segreta (l'UDBA) represse subito con la violenza i nazionalisti. Nel 1956 alcuni albanesi furono processati in Kosovo, accusati di spionaggio e sovversione. La minaccia del separatismo, inizialmente, era minima, perché i pochi gruppi clandestini che miravano all'unione con l'Albania non avevano una grande importanza politica. Il loro impatto a lungo termine divenne importante poiché alcuni di questi, in particolare il Movimento rivoluzionario per l'unità albanese fondato nel 1963 da Adem Demaçi, alla fine avrebbero formato il nucleo politico dell'Esercito di liberazione del Kosovo (fondato nel 1990). Lo stesso Demaçi venne arrestato insieme a molti dei suoi seguaci.
La Jugoslavia attraversò un periodo di forte crisi economica e politica nel 1969; un massiccio programma governativo di riforma economica ampliò il divario tra il nord, che rappresentava la parte più ricca del paese, e il sud, che rappresentava la sua parte più povera.
Le manifestazioni studentesche e le rivolte scoppiate a Belgrado nel giugno 1968, diffuse a novembre anche in Kosovo, vennero ben presto represse dalle forze di sicurezza jugoslave. Tito accolse comunque alcune delle richieste degli studenti: concesse alcuni poteri di rappresentanza per gli albanesi negli organi statali sia serbi che jugoslavi e acconsentì ad un migliore riconoscimento della lingua albanese. 
L'Università di Pristina fu trasformata in un'istituzione indipendente nel 1970, concludendo un lungo periodo in cui l'istituto era stato gestito come succursale dell'Università di Belgrado.
Sempre nello stesso periodo, nel 1969, la Chiesa ortodossa serba ordinò al suo clero di raccogliere informazioni sulla situazione dei serbi in Kosovo, cercando di fare pressioni sul governo di Belgrado affinché facesse di più per proteggere i loro interessi.
Nel 1974 lo status politico del Kosovo migliorò ulteriormente quando una nuova costituzione jugoslava concesse una serie allargata di diritti politici. Insieme alla Vojvodina, il Kosovo fu dichiarato provincia e ottenne molti dei poteri di una repubblica a pieno titolo: un seggio alla presidenza federale e una propria assemblea, forze di polizia e una banca nazionale.

### Dopo la morte di Tito (1980-1986)
Sebbene fosse ancora esercitato dal Partito Comunista centrale, dal 1974 il potere provinciale fu delegato ai comunisti albanesi. La morte di Tito, avvenuta il 4 maggio 1980, fu l’inizio un lungo periodo di instabilità politica, aggravata dalla crescente crisi economica e dai disordini nazionalisti. La prima grande rivolta si verificò nella capitale del Kosovo, Pristina, quando una protesta degli studenti dell'Università locale scoppiata per le lunghe code nella mensa si propagò rapidamente all'esterno. Tra la fine di marzo e l'inizio di aprile 1981 la protesta si diffuse in tutto il Kosovo, provocando manifestazioni di massa in diverse città.
I disordini furono repressi per ordine della Presidenza della Jugoslavia che proclamò lo stato di emergenza e inviò la polizia antisommossa e l'esercito, provocando circa un migliaio di vittime. Oltre al luogo delle crescenti tensioni tra albanesi (che aumentavano anche demograficamente) e serbi, il Kosovo rappresentava anche l'area più povera della Jugoslavia: il reddito medio pro capite era di 795 dollari statunitensi, contro la media nazionale di 2 635 dollari.
Nello stesso anno, il 1981, circa 4 000 serbi si trasferirono dal Kosovo alla Serbia centrale in seguito alle rivolte albanesi del mese di marzo. Le manifestazioni, infatti, provocarono diverse morti tra i serbi e la profanazione dei cimiteri serbi ortodossi. La Serbia reagì con un piano per ridurre il potere degli albanesi nella provincia e con una campagna di propaganda secondo cui il motivo principale dell'espulsione dei serbi dall'area erano i contrasti con la crescente popolazione albanese, piuttosto che il cattivo stato dell'economia. Nel 1982 i servizi segreti jugoslavi uccisero in Germania i fratelli Zeka, Gervalla e Kadri, guide politiche del "movimento politico per la liberazione del Kosovo". 33 formazioni nazionaliste furono smantellate dalla polizia jugoslava, che condannò circa 280 persone (oltre a 800 multate e 100 poste sotto inchiesta) e sequestrò depositi di armi e materiale di propaganda.

### Il Kosovo durante l'ascesa di Slobodan Milošević (1986-1990)
Nel 1987 David Binder scrisse sul New York Times della crescente tensione etnica in Jugoslavia e del crescente nazionalismo tra gli albanesi del Kosovo, riferendosi in particolare al massacro di Paraćin, dove un soldato di etnia albanese nella JNA uccise quattro commilitoni. Binder - scrivendo della deposizione, da parte di Slobodan Milošević, di Dragiša Pavlović come capo dell'organizzazione del partito di Belgrado poco prima - riportò anche che "il signor Milosevic ha accusato il signor Pavlovic di essere un pacificatore troppo tenero con i radicali albanesi" e che "il signor Milosevic e i suoi sostenitori sembrano puntare la loro carriera su una strategia di conflitto con gli albanesi del Kosovo". L'articolo cita il segretario federale per la difesa nazionale, l'ammiraglio della flotta Branko Mamula, il quale affermò che "dal 1981 al 1987, 216 organizzazioni albanesi illegali con 1 435 membri furono scoperte nella JNA". Mamula affermò inoltre che i sovversivi di etnia albanese si stavano preparando per "uccidere ufficiali e soldati, avvelenare cibo e acqua, sabotare, irrompere negli arsenali e rubare armi e munizioni, disertare e causare incidenti nazionalisti nelle unità dell'esercito".
L'atmosfera sempre più tesa tra serbi e albanesi portò alla diffusione di voci incontrollate d'incidenti, altrimenti banali, gonfiati a dismisura. Fu in questo contesto teso che l'Accademia serba delle scienze e delle arti (SANU) condusse un'indagine sui serbi emigrati dal Kosovo nel 1985 e nel 1986, concludendo che un numero considerevole era partito sotto la pressione degli albanesi.
Il cosiddetto memorandum SANU, trapelato nel settembre 1986, era una bozza di documento, a carattere confidenziale, che si concentrava sulle difficoltà (presunte o vere) politiche che i serbi si trovarono ad affrontare in Jugoslavia, indicando il deliberato accaparramento del potere serbo da parte di Tito e le difficoltà incontrate dai serbi fuori dalla Serbia. Prestò particolare attenzione al Kosovo, sostenendo che i serbi del Kosovo stessero subendo un "genocidio fisico, politico, legale e culturale" in una "guerra aperta e totale" in corso dalla primavera del 1981, e che 200 000 serbi fossero emigrati dalla provincia del Kosovo nel corso dei 20 anni precedenti. Il Memorandum SANU provocò reazioni contrastanti: gli albanesi lo interpretarono come un appello alla supremazia serba a livello locale, sostenendo che gli emigranti serbi avevano lasciato il Kosovo per motivi economici, mentre sloveni e croati lo interpretarono come una minaccia, una richiesta di una Serbia più assertiva. I serbi erano divisi: molti lo accolsero, mentre la vecchia guardia comunista attaccò con forza tale memorandum. Tra coloro che lo denunciarono vi fu Slobodan Milošević.
Nel novembre 1988 il capo del comitato provinciale del Kosovo fu arrestato. Nel marzo 1989 Milošević annunciò una "rivoluzione anti-burocratica" in Kosovo e Vojvodina, limitandone l'autonomia e imponendo un coprifuoco e uno stato di emergenza in Kosovo a causa di manifestazioni violente, che avevano provocato 24 morti (tra cui due poliziotti). Milošević e il suo governo affermarono che le modifiche costituzionali fossero necessarie per proteggere i serbi rimasti nel Kosovo dalle "molestie" della maggioranza albanese.

### Emendamenti costituzionali (1989-1994)
Il 17 novembre 1988 i kosovari albanesi Kaqusha Jashari e Azem Vllasi furono costretti a dimettersi dalla direzione della Lega dei comunisti del Kosovo (LCK). All'inizio del 1989 l'Assemblea serba propose emendamenti alla Costituzione della Serbia, come la cancellazione della parola "socialista" dal titolo della Repubblica serba, elezioni multipartitiche, la rimozione dell'indipendenza delle istituzioni delle province autonome come il Kosovo e la ridenominazione del Kosovo come Provincia Autonoma di Kosovo e Metochia. A febbraio gli albanesi kosovari manifestarono in gran numero contro la proposta, incoraggiati dai minatori in sciopero. A Belgrado i serbi, a loro volta, protestarono contro il separatismo degli albanesi del Kosovo. Il 3 marzo 1989 la Presidenza della Jugoslavia impose misure speciali che assegnarono la responsabilità della sicurezza pubblica al governo federale. Il 23 marzo l'Assemblea del Kosovo votò a favore degli emendamenti proposti, sebbene la maggior parte dei delegati albanesi avesse scelto di astenersi. All'inizio del 1990 gli albanesi kosovari organizzarono manifestazioni di massa contro le misure speciali, revocate il 18 aprile 1990 con la responsabilità della pubblica sicurezza nuovamente assegnata alla Serbia.
L'8 maggio 1989 Milošević diventò presidente della Presidenza della Serbia, con conferma avvenuta a dicembre. Il 22 gennaio 1990 il 14º congresso della Lega dei Comunisti di Jugoslavia (LCY) abolì la posizione del partito come unico partito politico legale in Jugoslavia. Nel gennaio 1990 il governo jugoslavo annunciò che avrebbe proseguito con la creazione di un sistema multipartitico.
Il 26 giugno 1990 le autorità serbe chiusero l'Assemblea del Kosovo, citando circostanze speciali. L'1 o il 2 luglio 1990 la Serbia approvò i nuovi emendamenti alla Costituzione serba con un referendum. Sempre il 2 luglio, 114 delegati di etnia albanese dei 180 membri dell'Assemblea kosovara dichiararono il Kosovo una repubblica indipendente all'interno della Jugoslavia. Il 5 luglio l'Assemblea serba sciolse l'Assemblea del Kosovo. La Serbia sciolse inoltre il consiglio esecutivo provinciale e assunse il pieno e diretto controllo della provincia. La Serbia assunse infine la gestione dei principali media in lingua albanese del Kosovo, interrompendo le trasmissioni in lingua albanese. Il 4 settembre 1990 gli albanesi kosovari osservarono uno sciopero generale di 24 ore, fermando virtualmente la provincia.
Il 16 o 17 luglio 1990 la Lega dei Comunisti di Serbia (LCS) si unì all'Alleanza socialista dei lavoratori della Serbia diventando il Partito socialista di Serbia (SPS) e Milošević divenne il suo primo presidente. L'8 agosto 1990 furono adottati numerosi emendamenti alla Costituzione della RSF di Jugoslavia che consentivano l'istituzione di un sistema elettorale multipartitico.
Il 7 settembre 1990 la Costituzione della Repubblica del Kosovo fu promulgata dalla sciolta Assemblea del Kosovo. Milošević rispose ordinando l'arresto dei deputati della sciolta Assemblea kosovara. La nuova controversa costituzione serba fu promulgata il 28 settembre 1990. Le elezioni multipartitiche si svolsero in Serbia il 9 e il 26 dicembre 1990, dopodiché Milošević diventò presidente della Serbia. Nel settembre 1991 gli albanesi kosovari tennero un referendum non ufficiale in cui votarono in modo schiacciante per l'indipendenza, formando l'autodichiarata e non riconosciuta Repubblica di Kosova. Il 24 maggio 1992 gli albanesi kosovari tennero elezioni non ufficiali per un'assemblea e per il presidente della Repubblica del Kosovo.
Il 5 agosto 1991 l'Assemblea serba sospese il quotidiano di Priština Rilindja, a seguito della legge sull'informazione pubblica del 29 marzo 1991, mentre il 6 novembre la casa editrice Panorama incorporò lo stesso Rilindja, dichiarato incostituzionale dal governo federale. Il 26 febbraio 1993 il Relatore speciale delle Nazioni Unite Tadeusz Mazowiecki riferì che la polizia aveva intensificato la repressione della popolazione albanese dal 1990, privandola dei suoi diritti fondamentali e distruggendone il sistema di istruzione con un gran numero di licenziamenti per motivi politici di dipendenti pubblici.

## Verso il conflitto

### Rivolte in Kosovo (1995-1998)
Ibrahim Rugova, primo presidente della Repubblica di Kosova, perseguì una politica di resistenza passiva e pacifica che era riuscito nell'intento di mantenere la pace in Kosovo durante le precedenti guerre in Slovenia, Croazia e Bosnia dell'inizio degli anni '90. 
Come evidenziato dall'emergere dell'Esercito di liberazione del Kosovo (UÇK), ciò avvenne tuttavia a costo di una crescente frustrazione tra la popolazione albanese del Kosovo. 
A metà degli anni '90, Rugova richiese una forza di pace delle Nazioni Unite per il Kosovo. Nel 1997 Milošević fu promosso alla presidenza della Repubblica Federale di Jugoslavia (da non confondere con la Repubblica Socialista Federale esistita fino al 1992; la Repubblica Federale di Jugoslavia comprendeva Serbia, Kosovo e Montenegro sin dal suo inizio nell'aprile 1992).
La continua repressione convinse molti albanesi che solo la resistenza armata avrebbe cambiato la situazione. Nel 1996 l'UÇK lanciò i primi attacchi contro i serbi.
Come affermato da Jakup Krasniqi, all'epoca il portavoce del gruppo, l'UÇK era inizialmente formata da alcuni membri della Lega Democratica del Kosovo (LDK), un partito politico guidato da Rugova. L'UÇK e l'LDK condividevano l'obiettivo comune di porre fine alla repressione di Belgrado e rendere il Kosovo indipendente, ma l'UÇK era contraria al "governo interno" del Kosovo da parte dell'LDK.
Gli obiettivi dell'UÇK includevano anche la creazione di una Grande Albania, uno stato che si estendeva nella vicina Macedonia, in Montenegro e nella Serbia meridionale. Nel luglio 1998, in un'intervista per Der Spiegel, Jakup Krasniqi annunciò pubblicamente che l'obiettivo dell'UÇK era l'unificazione di tutte le terre abitate dagli albanesi.

Sulejman Selimi, un comandante generale dell'UÇK nel 1998-1999, dichiarò:
Di fatto c'è una nazione albanese. La tragedia è che le potenze europee dopo la prima guerra mondiale hanno deciso di dividere quella nazione tra diversi stati balcanici. Stiamo ora combattendo per unificare la nazione, per liberare tutti gli albanesi, compresi quelli in Macedonia, Montenegro e in altre parti della Serbia. Non siamo solo un esercito di liberazione per il Kosovo.
Mentre Rugova promise di sostenere i diritti delle minoranze dei serbi in Kosovo, l'UÇK fu meno tollerante. Selimi affermò che "i serbi che hanno le mani sporche di sangue dovrebbero lasciare il Kosovo".
L'UÇK ricevette sostegno finanziario e materiale da molti albanesi del Kosovo. All'inizio del 1997, l'Albania precipitò nel caos ("anarchia albanese") in seguito alla caduta del presidente Sali Berisha. Le scorte militari furono saccheggiate impunemente da bande criminali, gran parte del materiale finì nel Kosovo occidentale e potenziò il crescente arsenale dell'UÇK. Bujar Bukoshi, Primo Ministro ombra in esilio (a Zurigo in Svizzera), creò un gruppo chiamato FARK (Forze armate della Repubblica del Kosova), che si dice sia stato sciolto e assorbito dall'UÇK nel 1998. Il governo jugoslavo considerava i membri dell'UÇK "terroristi" e "ribelli" che attaccavano indiscriminatamente la polizia e i civili, mentre la maggior parte degli albanesi li considerava "combattenti per la libertà".
Nel 1998 il Dipartimento di Stato americano elencò l'UÇK come organizzazione terroristica e nel 1999 il Comitato per la politica repubblicano del Senato degli Stati Uniti espresse le sue perplessità per "l'alleanza effettiva" dell'amministrazione democratica Clinton con l'UÇK, denunciata da "numerosi rapporti da fonti attendibili non ufficiali".
Nel frattempo, gli Stati Uniti adottarono un regime di sanzioni contro la Jugoslavia. Queste sanzioni erano legate a una serie di questioni, inclusa la situazione in Kosovo. Furono mantenute anche dopo la firma degli accordi di Dayton nel 1995 in quanto l'amministrazione Clinton affermò che l'accordo vincolava la Jugoslavia a tenere discussioni con Rugova sul Kosovo. Nel '94, la fine della guerra in Bosnia e il ritorno della maggioranza repubblicana al Congresso avevano segnato la cessazione dell'intervento della NATO in Jugoslavia.
La crisi si intensificò nel dicembre 1997 alla riunione del Consiglio per l'attuazione della pace a Bonn, dove la comunità internazionale (come definita nell'accordo di Dayton) accettò di dare all'Alto Rappresentante in Bosnia ed Erzegovina poteri drastici, compreso il diritto di licenziare i leader eletti. Allo stesso tempo, i diplomatici occidentali insistettero perché si discutesse del Kosovo e perché la Jugoslavia rispondesse alle richieste albanesi. La delegazione jugoslava si ritirò dalle riunioni per protesta. Ciò fu seguito sia dal rientro del "gruppo di contatto", che aveva supervisionato le ultime fasi del conflitto bosniaco, sia dalle dichiarazioni delle potenze europee che chiedevano alla Jugoslavia la risoluzione del problema in Kosovo.

## Conflitto

### Fasi iniziali
Gli attacchi dell'UÇK si intensificarono, concentrandosi nella zona della valle del fiume Drenica, e con il ruolo predominante della cellula combattente di Adem Jashari. Alcuni giorni dopo che Robert Gelbard descrisse l'UÇK come un gruppo terroristico, la polizia serba rispose agli attacchi dell'UÇK nell'area di Likošane e inseguì alcuni suoi elementi a Čirez: il bilancio fu di 16 morti fra i combattenti albanesi e di quattro fra i poliziotti serbi.
Nonostante alcune accuse di esecuzioni sommarie e uccisioni di civili, le condanne dalle capitali occidentali non furono così decise rispetto a come sarebbero diventate in seguito. La polizia serba iniziò a dare la caccia a Jashari e ai suoi seguaci nel villaggio di Donje Prekaze: il 5 marzo 1998, un massiccio scontro a fuoco con i combattenti di Jashari portò al massacro di 60 albanesi, fra cui diciotto donne e dieci minori di sedici anni. L'evento provocò una massiccia condanna da parte delle capitali occidentali. Madeleine Albright affermò che "questa crisi non è un affare interno della Repubblica Federale di Jugoslavia".
Il 24 marzo le forze jugoslave circondarono il villaggio di Glodjane e attaccarono un complesso ribelle. Nonostante la potenza di fuoco superiore, le forze jugoslave non riuscirono a distruggere l'unità dell'UÇK che era stato il loro obiettivo. Sebbene ci fossero morti e feriti gravi tra gli albanesi, l'insurrezione a Glodjane fu tutt'altro che repressa e il luogo sarebbe diventato uno dei più forti centri di resistenza nella guerra imminente.
In questo periodo fu formato un nuovo governo jugoslavo, guidato dal Partito Socialista di Serbia di Milošević, di sinistra, e dal Partito Radicale Serbo, di estrema destra. Il presidente ultranazionalista del Partito radicale Vojislav Šešelj divenne vice primo ministro. Ciò aumentò l'insoddisfazione dei diplomatici e dei portavoce occidentali per la posizione del paese.
All'inizio di aprile la Serbia organizzò un referendum sulla questione dell'interferenza straniera in Kosovo. Gli elettori serbi respinsero l'interferenza straniera nella crisi. Nel frattempo, l'UÇK rivendicò gran parte dell'area dentro e intorno a Deçan ed iniziò ad amministrare il territorio del villaggio di Glodjane ed i suoi dintorni. Il 31 maggio 1998 l'esercito jugoslavo e la polizia del ministero degli Interni serbo iniziarono un'operazione per liberare il confine dall'UÇK. La risposta della NATO a questa offensiva fu l'Operazione Determined Falcon di metà giugno, una dimostrazione di forza della NATO ai confini jugoslavi, con 85 aerei che solcarono i cieli dell'Albania e della Macedonia, senza sganciare nessun ordigno.
Per tutto giugno e fino a metà luglio l'UÇK proseguì la sua avanzata: circondò Peć e Đakovica e istituì una capitale provvisoria nella città di Mališevo (a nord di Rahovec). Le truppe dell'UÇK si infiltrarono a Suva Reka e nel nord-ovest di Pristina. Alla fine di giugno passarono alla cattura delle miniere di carbone di Belacevec, minacciando le forniture energetiche della regione.
La situazione si capovolse a metà luglio, quando l'UÇK catturò Rahovec. Il 17 luglio 1998, anche due villaggi vicini, Retimlije e Opteruša, vennero catturati, mentre scontri minori si verificarono nel più grande villaggio di Velika Hoča, popolato da serbi. Il monastero ortodosso di Zociste, a 4,8 km da Orehovac, famoso per le reliquie dei santi Cosma e Damiano e venerato anche dagli albanesi locali, fu saccheggiato, i suoi monaci deportati in un campo di prigionia dell'UÇK e fu raso al suolo dalle mine. Ciò portò a una serie di controffensive serbe e jugoslave estremamente violente, con anche il supporto di unità paramilitari, che sarebbero continuate fino all'inizio di agosto con "rappresaglie e omicidi sommari". A fine luglio Mališevo fu bombardata e riconquistata dai serbi, con circa 20 000 albanesi in fuga dalla città.
Una nuova serie di attacchi dell'UÇK a metà agosto innescò operazioni jugoslave nel Kosovo centro-meridionale, a sud della strada Pristina-Peć. Ciò portò alla cattura di Klečka il 23 agosto. L'UÇK diede avvio ad un'offensiva il 1º settembre intorno a Prizren, anche qui causando la reazione militare jugoslava. Nel Kosovo occidentale, intorno a Peć, un'altra offensiva causò la condanna dei funzionari internazionali, i quali espressero il timore che una grande colonna di sfollati sarebbe stata attaccata.
All'inizio di metà settembre, per la prima volta, l'attività dell'UÇK venne segnalata nel nord del Kosovo, intorno a Podujevo. Alla fine di settembre furono compiuti sforzi determinati per eliminare l'UÇK dal centro e dal nord del Kosovo e dalla stessa valle del fiume Drenica. Durante questo periodo le capitali occidentali minacciarono a più riprese il governo serbo, ma fu l'eccidio di almeno 21 albanesi a Gornje Obrinje, tra cui donne e bambini, per mano serba e il ritrovamento da parte del Kosovo Diplomatic Observer Mission dei cadaveri mutilati, il 28 settembre, a spingere la comunità internazionale all'azione.

### ONU, NATO ed OSCE (1998-1999)

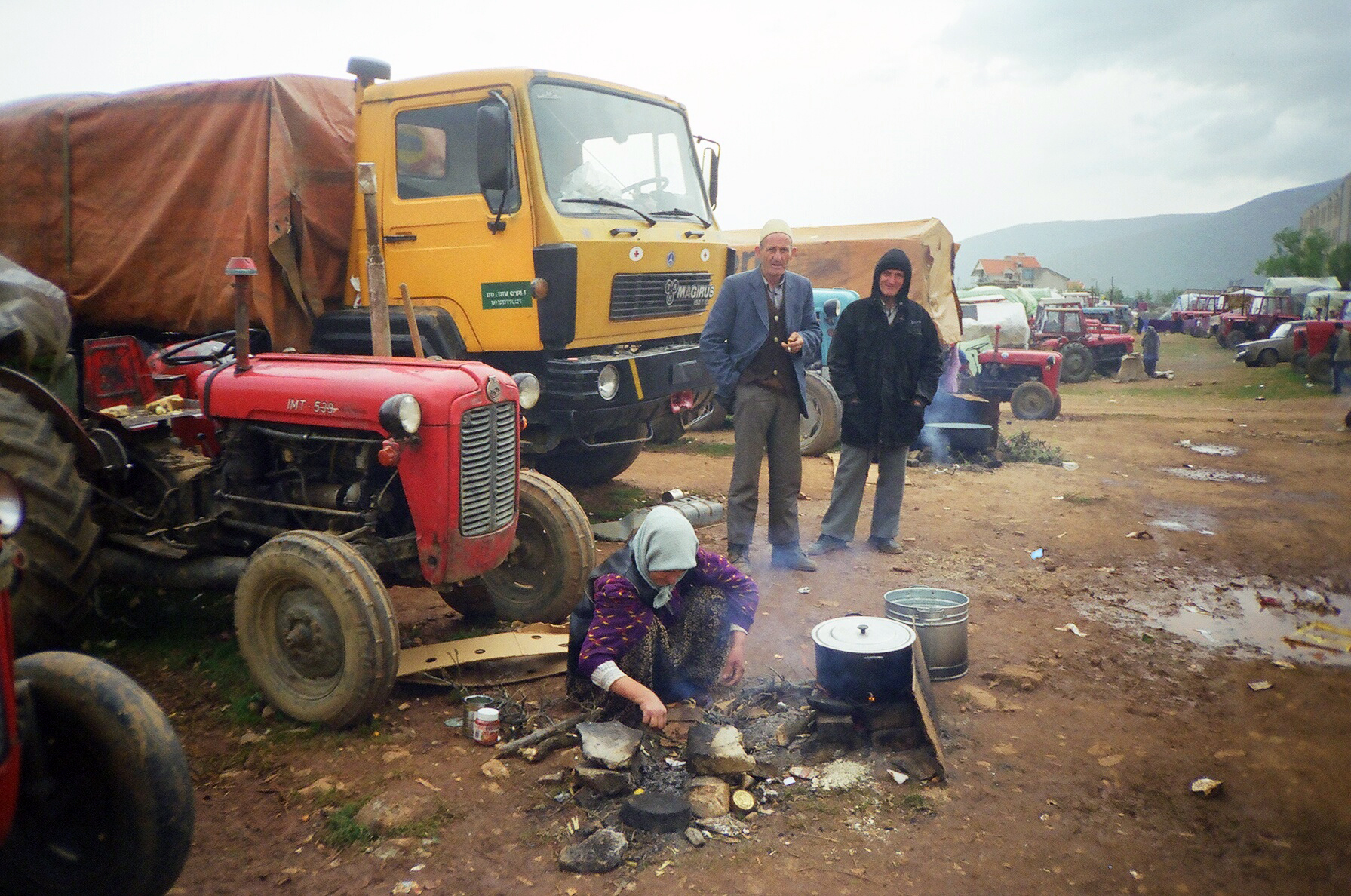
Rifugiati albanesi nel 1999

Il 9 giugno 1998, il presidente degli Stati Uniti Bill Clinton dichiarò un'"emergenza nazionale" causata della "minaccia insolita e straordinaria alla sicurezza nazionale e alla politica estera degli Stati Uniti" portata dalla Jugoslavia e dalla Serbia durante la guerra del Kosovo.
Il 23 settembre 1998, agendo ai sensi del Capitolo VII della Carta delle Nazioni Unite, il Consiglio di sicurezza delle Nazioni Unite adottò la risoluzione 1199. Questa risoluzione esprimeva "grave preoccupazione" per le notizie pervenute al Segretario generale secondo cui oltre 230 000 persone risultarono sfollate dalle loro case a causa di "eccessi ed uso indiscriminato della forza da parte delle forze di sicurezza serbe e dell'esercito jugoslavo", e chiese che tutte le parti in conflitto, in Kosovo e nella Repubblica federale di Jugoslavia, interrompessero le ostilità mantenendo un cessate il fuoco. Il 24 settembre il Consiglio del Nord Atlantico (NAC) della NATO emise un "avviso di attivazione" portando l'Alleanza a un livello maggiore di preparazione militare sia per un'operazione aerea limitata, sia per una campagna aerea graduale in Kosovo. A preoccupare maggiormente la comunità internazionale, in quel momento, erano i 250 000 albanesi sfollati stimati, 30 000 dei quali erano nei boschi, senza vestiti pesanti o riparo, e con l'approssimarsi dell'inverno.
Nel frattempo l'ambasciatore degli Stati Uniti nella Repubblica di Macedonia, Christopher Hill, guidò i negoziati tra una delegazione albanese, guidata da Rugova e le autorità jugoslave e serbe. Questi incontri stavano dando forma al piano di pace da discutere durante un periodo di prevista occupazione NATO del Kosovo. Nel giro di due settimane le minacce s'intensificarono, culminando nell'ordine di attivazione dell'Alleanza atlantica. La NATO era pronta per iniziare gli attacchi aerei ed il diplomatico Richard Holbrooke andò a Belgrado nella speranza di raggiungere un accordo con Milošević. Ufficialmente, la comunità internazionale chiese la fine dei combattimenti: nello specifico, alla Jugoslavia fu richiesto uno stop alle offensive contro l'UÇK, mentre si cercò di convincere al contempo l'UÇK a rinunciare all'obiettivo dell'indipendenza; furono inoltre effettuati diversi tentativi per convincere Milošević a consentire alle truppe di mantenimento della pace della NATO di entrare in Kosovo.
Il 13 ottobre 1998 il Consiglio del Nord Atlantico emise ordini di attivazione per l'esecuzione sia di attacchi aerei limitati che di una campagna aerea graduale in Jugoslavia che sarebbe dovuta iniziare in circa 96 ore. Il 15 ottobre fu firmato l'accordo Kosovo Verification Mission (KVM) della NATO per un cessate il fuoco e il termine per il ritiro serbo venne prorogato al 27 ottobre. Furono segnalate difficoltà nell'attuazione dell'accordo, mentre proseguirono gli scontri tra le truppe governative e la guerriglia albanese. Il ritiro serbo iniziò intorno al 25 ottobre 1998 mentre l'operazione Eagle Eye prese l'avvio il 30 ottobre.
Il KVM si costituì come un grande contingente di osservatori della pace disarmati dell'Organizzazione per la sicurezza e la cooperazione in Europa (OSCE), ufficialmente noti come verificatori, che si erano trasferiti in Kosovo. La loro inadeguatezza fu evidente fin dall'inizio: furono soprannominati "arance a orologeria" in riferimento ai loro veicoli dai colori vivaci. I combattimenti ripresero nel dicembre 1998 dopo che entrambe le parti ruppero il cessate il fuoco. Le violenze culminarono nell'uccisione di Zvonko Bojanić, il sindaco serbo della città di Kosovo Polje, cui le autorità jugoslave risposero lanciando un'ondata di repressione contro i militanti dell'UÇK.
Il progredire della guerra, da gennaio a marzo 1999, portò a una crescente insicurezza nelle aree urbane, con bombardamenti e omicidi. Tali attacchi ebbero luogo durante i colloqui di Rambouillet a febbraio e quando l'accordo di verifica del Kosovo fu svelato, a marzo, le uccisioni sulle strade continuarono e aumentarono. Ci furono scontri militari anche nell'area di Vučitrn, a febbraio, e nell'area di Kačanik, all'inizio di marzo, fino ad allora non interessate dal conflitto.

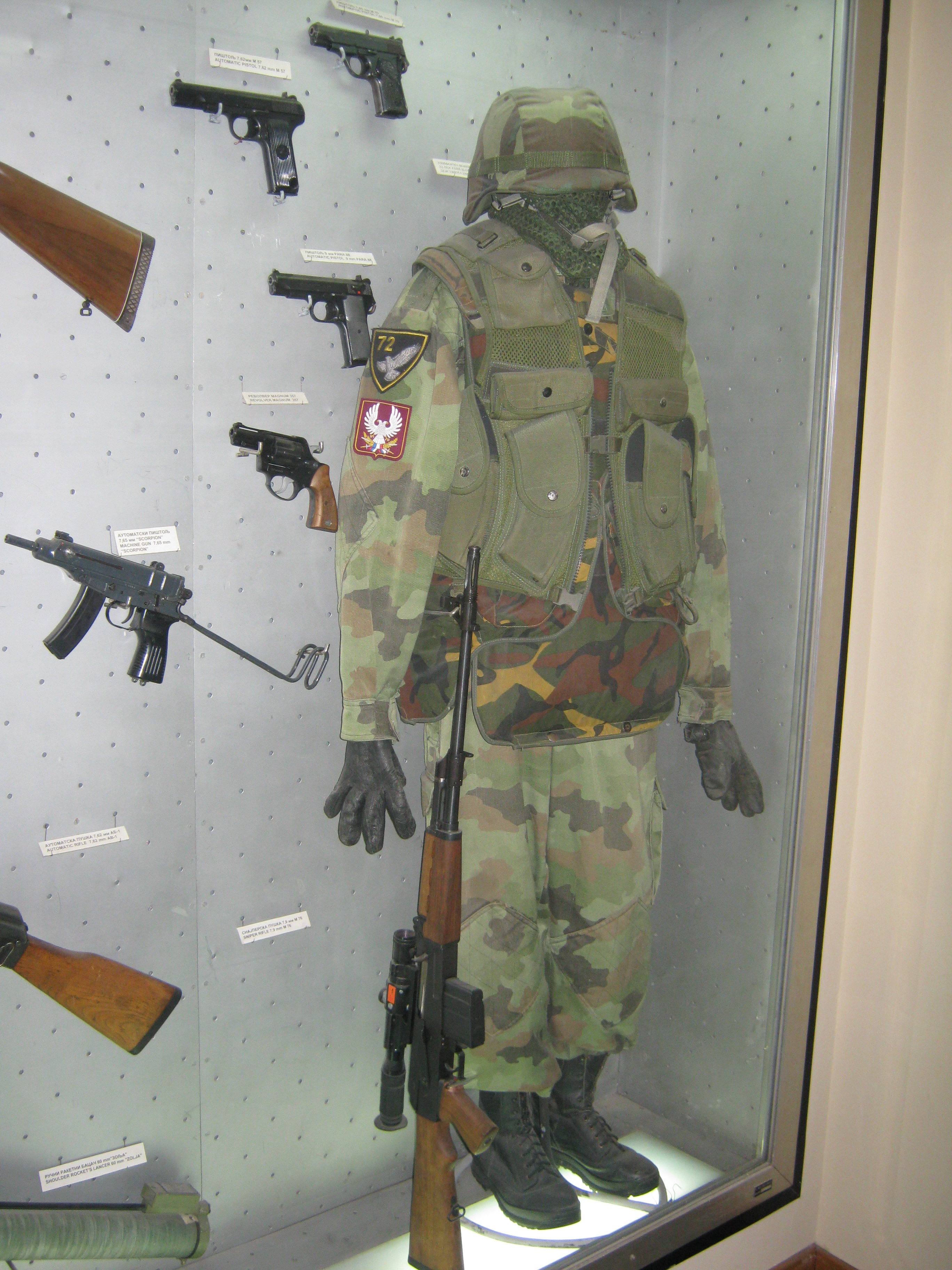
Equipaggiamento della 72ª Brigata Speciale dell'Esercito jugoslavo

Il 15 gennaio 1999 si verificò il massacro di Račak per mano serba: "45 contadini albanesi kosovari furono radunati, condotti su una collina e massacrati". I corpi furono scoperti da osservatori dell'OSCE, compreso il capo della missione William Walker, e da corrispondenti di notiziari esteri. La Jugoslavia negò il massacro. Il massacro di Račak rappresentò il culmine del conflitto tra l'UÇK e le forze jugoslave che era proseguito per tutto l'inverno 1998-1999. L'incidente venne immediatamente condannato sia dai paesi occidentali che dal Consiglio di sicurezza delle Nazioni Unite; in seguito diventò il fondamento di una delle accuse di crimini di guerra mosse a Milošević e ai suoi alti funzionari. Questo massacro fu il punto di svolta della guerra: la NATO decise che il conflitto poteva essere risolto solo introducendo una forza militare di mantenimento della pace sotto i suoi auspici, per frenare con la forza le due parti. Secondo i rapporti dell'OSCE, Pristina, la capitale del Kosovo, fu oggetto di pesanti scontri a fuoco e di segregazione etnica.
Il flusso di profughi kosovari verso l'Albania diede luogo ad una crisi alla quale l'ONU rispose dando mandato alla NATO di condurre un'operazione di assistenza umanitaria. Fu quindi posta in essere l'Operazione Allied Harbour, dal 1º aprile 1999 al 31 agosto 1999.

### La conferenza di Rambouillet (gennaio-marzo 1999)
Il 30 gennaio 1999 la NATO rilasciò una dichiarazione in cui si annunciava che il Consiglio del Nord Atlantico aveva convenuto che "il Segretario generale della NATO può autorizzare attacchi aerei contro obiettivi sul territorio della Repubblica Federale di Jugoslavia" per "obbligare" il rispetto delle richieste della comunità internazionale e per ottenere una soluzione politica". Sebbene questa fosse una minaccia per il governo Milošević, lo era anche per gli albanesi, benché in modo codificato: qualsiasi decisione sarebbe dipesa dalla "posizione e dalle azioni della leadership albanese del Kosovo e da tutti gli elementi armati albanesi del Kosovo, in Kosovo e nei dintorni".
Sempre il 30 gennaio 1999 il Gruppo di contatto emise una serie di "principi non negoziabili" che costituivano un pacchetto noto come "Status Quo Plus": il ripristino effettivo dell'autonomia del Kosovo all'interno della Serbia, com'era prima del 1990, l'introduzione della democrazia e la supervisione di organizzazioni internazionali. Inoltre fu richiesta una conferenza di pace nel febbraio 1999 al castello di Rambouillet, fuori Parigi.
I colloqui di Rambouillet iniziarono il 6 febbraio 1999, con il Segretario generale della NATO e politico spagnolo Javier Solana che negoziò con entrambe le parti, ed avrebbero dovuto terminare entro il 19 febbraio. La delegazione jugoslava fu guidata dall'allora presidente della Serbia Milan Milutinović, mentre lo stesso Milošević rimase a Belgrado. Ciò era in contrasto con la conferenza di Dayton del 1995 che aveva posto fine alla guerra in Bosnia, dove Milošević aveva negoziato di persona. La sua assenza fu interpretata come un segno che le vere decisioni si stavano prendendo a Belgrado; tale mossa provocò critiche in Jugoslavia e all'estero. Il vescovo serbo-ortodosso del Kosovo Artemije si recò fino a Rambouillet per protestare contro il fatto che la delegazione non fosse del tutto rappresentativa. A quel tempo le speculazioni su un'accusa di Milošević per crimini di guerra erano diffuse, quindi la sua assenza potrebbe essere stata motivata dalla paura dell'arresto.
La prima fase dei negoziati ebbe successo. In particolare, il 23 febbraio 1999 i copresidenti del Gruppo di contatto decisero di rilasciare una dichiarazione secondo cui i negoziati "hanno portato a un consenso su una sostanziale autonomia per il Kosovo, compresi i meccanismi per elezioni libere ed eque alle istituzioni democratiche, per il governo del Kosovo, per la protezione dei diritti umani e dei diritti dei membri delle comunità nazionali e per l'istituzione di un sistema giudiziario equo". La dichiarazione proseguiva affermando che "è ora in atto un quadro politico", lasciando l'ulteriore lavoro di finalizzazione "dei capitoli di attuazione dell'accordo, comprese le modalità della presenza internazionale civile e militare in Kosovo".
Sebbene gli accordi non soddisfacessero pienamente gli albanesi, furono considerati troppo radicali dagli jugoslavi, che risposero sostituendo il testo - che anche la Russia (alleata della RF Jugoslavia) ritenne inaccettabile - con uno drasticamente rivisto: cercarono di riaprire lo status politico del Kosovo accuratamente negoziato e cancellarono tutte le misure di attuazione proposte. Tra i molti altri cambiamenti, nella nuova versione proposta gli jugoslavi eliminarono l'intero capitolo sull'assistenza umanitaria e sulla ricostruzione, rimossero praticamente tutto ciò che riguardava la supervisione internazionale e lasciarono cadere qualsiasi accenno all'invocazione della "volontà del popolo del Kosovo" nel determinare lo status finale della Provincia.
Il 18 marzo 1999 le delegazioni albanese, statunitense e britannica firmarono quelli che divennero noti come gli accordi di Rambouillet, mentre le delegazioni jugoslava e russa rifiutarono. 
Gli accordi richiedevano: l'amministrazione NATO del Kosovo come provincia autonoma all'interno della Jugoslavia; una forza NATO di 30 000 unità per mantenere l'ordine in Kosovo; un diritto di passaggio senza ostacoli per le truppe NATO sul territorio jugoslavo, compreso il Kosovo; l'immunità della NATO e dei suoi agenti alla legge jugoslava; consentire una presenza continua dell'esercito jugoslavo di 1 500 unita per il monitoraggio delle frontiere, sostenuta da un massimo di 1 000 per svolgere funzioni di comando e supporto, nonché un piccolo numero di polizia di frontiera, 2 500 poliziotti del ministero degli Interni serbo ordinari per scopi di pubblica sicurezza (sebbene questi dovessero ritirarsi e trasformarsi) e 3 000 poliziotti locali.
Sebbene il governo jugoslavo avesse citato le "Disposizioni militari dell'Appendice B" delle "Disposizioni di Rambouillet" come motivo delle sue obiezioni, sostenendo che si trattasse di una violazione inaccettabile della sovranità della Jugoslavia, queste erano essenzialmente le stesse applicate alla Bosnia per la SFOR (Forza di stabilizzazione), in missione dopo l'accordo di Dayton nel 1995. Le due parti non discussero la questione in dettaglio a causa dei loro disaccordi su problemi più fondamentali. In particolare, la parte serba respinse l'idea di qualsiasi presenza di truppe NATO in Kosovo per sostituire le proprie forze di sicurezza, preferendo osservatori ONU disarmati. 
Lo stesso Milošević si rifiutò di discutere l'allegato dopo aver informato la NATO dell'inaccettabilità della proposta, anche dopo che gli fu chiesto di proporre emendamenti alle disposizioni che le avrebbero rese accettabili.
Dopo il fallimento delle trattative a Rambouillet, il cui termine - per tentare una soluzione diplomatica - fu rinviato ben 2 volte, e la proposta alternativa jugoslava, gli osservatori internazionali dell'OSCE si ritirarono il 22 marzo per garantire la loro sicurezza in vista della prevista campagna di bombardamenti della NATO. Il 23 marzo l'assemblea serba accettò il principio di autonomia per il Kosovo, così come gli aspetti non militari dell'accordo, ma rifiutò la presenza di truppe NATO.
In una sentenza del 2009, riguardante sei ex leader serbi accusati di crimini di guerra in Kosovo, il Tribunale penale internazionale per l'ex-Jugoslavia (ICTY) osservò che le cause del fallimento dei negoziati a Rambouillet furono complesse e che "i negoziatori internazionali non hanno adottato un approccio del tutto imparziale nei confronti delle parti e delle rispettive posizioni e tendevano a favorire gli albanesi del Kosovo". Registrò inoltre che, secondo un testimone, il 14 aprile 1999, in un incontro avviato dalla Casa Bianca con i rappresentanti della comunità serbo-americana, il presidente Clinton avrebbe affermato che "la disposizione per consentire un referendum per gli albanesi in Kosovo è andata troppo oltre e che, se fosse stato nei panni di Milošević, probabilmente non avrebbe nemmeno firmato la bozza dell'accordo di Rambouillet".

### I bombardamenti della NATO
Oltre alla maggior parte dei Paesi allora facenti parte della NATO, Albania, Egitto, Emirati Arabi Uniti, Giordania, Giappone e Malaysia supportarono l'intervento militare della NATO, mentre Libia, Russia, Polonia, Cambogia, India, Indonesia, Vietnam, Cina e Israele si opposero ai bombardamenti.
Per informazioni più dettagliate sulle reazioni internazionali ai bombardamenti della NATO, vedi qui.

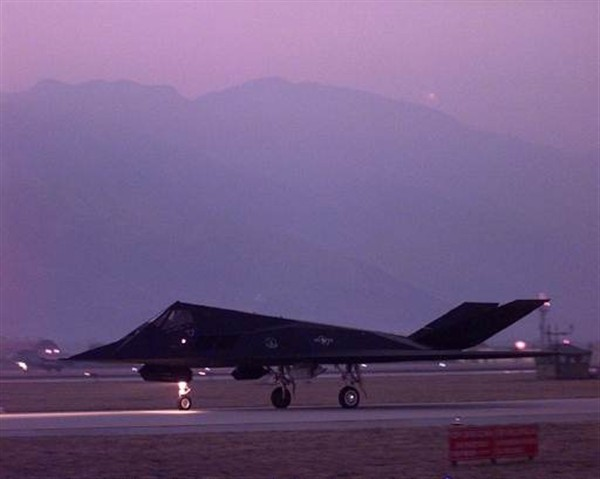
Un F-117 prima di decollare dalla base di Aviano, marzo 1999

Il 23 marzo 1999 alle 21:30 UTC, Richard Holbrooke tornò a Bruxelles annunciando che i colloqui di pace erano falliti (la Serbia aveva accettato solo una parte delle richieste di Rambouillet) e consegnò formalmente la questione alla NATO per un'azione militare. Ore prima dell'annuncio, la Jugoslavia proclamò alla televisione nazionale lo stato di emergenza, citando un'imminente minaccia di guerra e avviando una massiccia mobilitazione di truppe e risorse.
Il 23 marzo 1999 alle 22:17 UTC il Segretario generale della NATO, Javier Solana, annunciò di aver ordinato al Comandante supremo alleato per l'Europa (SACEUR), il generale dell'esercito americano Wesley Clark, di "avviare le operazioni aeree nella Repubblica federale di Jugoslavia". Il 24 marzo alle 19:00 UTC, la NATO iniziò la sua campagna di bombardamenti contro la Jugoslavia.
La campagna di bombardamenti NATO ebbe luogo tra il 24 marzo e i 11 giugno 1999, coinvolgendo fino a 1 000 aerei operanti principalmente da basi in Italia e portaerei di stanza nel mar Adriatico. Anche i missili da crociera Tomahawk furono utilizzati, sparati da aerei, navi e sottomarini. Ad eccezione della Grecia, tutti gli allora membri della NATO furono coinvolti in una certa misura. Nelle dieci settimane del conflitto, gli aerei della NATO volarono in oltre 38 000 missioni di combattimento. Per l'aviazione tedesca (Luftwaffe) si trattò della seconda partecipazione a un conflitto successiva alla seconda guerra mondiale, dopo la guerra in Bosnia.

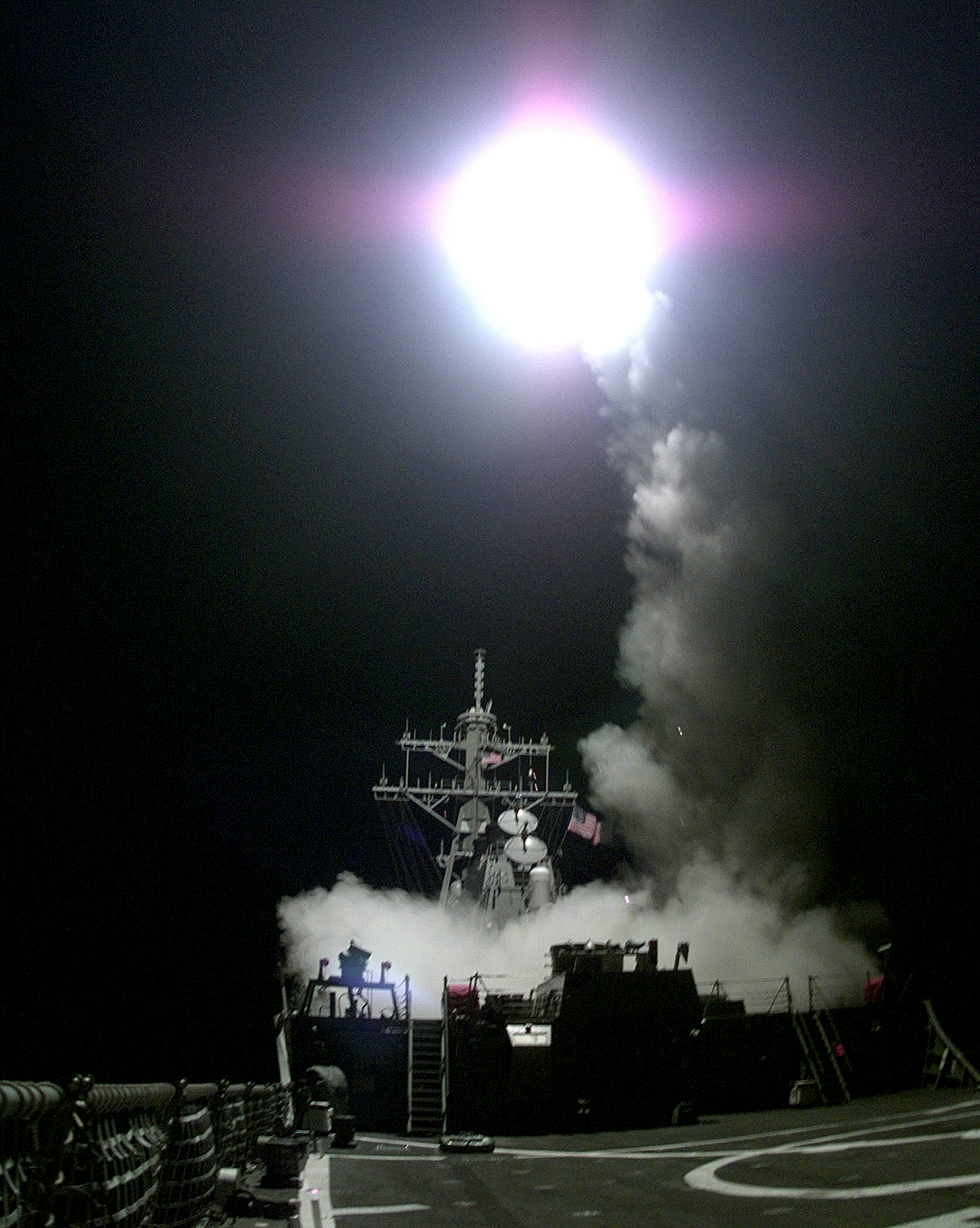
Lancio di un missile Tomahawk dalla USS Gonzalez il 31 marzo 1999

L'obiettivo proclamato dell'operazione NATO fu riassunto dal suo portavoce in "Serbi fuori, forze di pace dentro, profughi tornati". In tale ottica le truppe jugoslave avrebbero dovuto lasciare il Kosovo per essere sostituite da forze di pace internazionali e garantire il ritorno dei profughi albanesi alle loro case. La campagna fu inizialmente progettata per distruggere le difese aeree jugoslave e gli obiettivi militari di alto valore. All'inizio l'efficacia delle operazioni militari fu ostacolata dal maltempo. La NATO sottovalutò la volontà di resistenza di Milošević: pochi a Bruxelles pensavano che la campagna sarebbe durata più di pochi giorni e, sebbene il bombardamento iniziale non fosse di poco conto, non corrispose all'intensità del bombardamento di Baghdad nel 1991.
Le operazioni militari della NATO passarono sempre più all'attacco di unità jugoslave sul terreno, colpendo bersagli piccoli come singoli carri armati e pezzi di artiglieria, oltre a continuare con il bombardamento strategico. Questa attività fu pesantemente limitata dalla politica, poiché ogni obiettivo doveva essere approvato da tutti i diciannove Stati membri. Il Montenegro fu bombardato in diverse occasioni, ma la NATO alla fine desistette per sostenere la posizione precaria del suo leader anti-Milošević, Milo Đukanović.
Durante il 1999, in particolare a febbraio e marzo, vi fu inoltre un alto numero di profughi albanesi che fuggirono verso i Paesi europei, tra cui l'Italia, che attuò l'iniziativa nota come "missione Arcobaleno".
Il 14 aprile 1999 gli F-16 della NATO attaccarono per errore un convoglio di profughi albanesi composto principalmente da donne, bambini e anziani, sulla strada per Gjakova in prossimità dei villaggi di Madanaj e Meja, provocando la morte di settantatré persone e il ferimento di trentasei. Dopo aver inizialmente negato ogni responsabilità nell'attacco, il giorno seguente la NATO ammise l'errore affermando che il pilota, volando ad alta quota, aveva scambiato il convoglio di profughi con un distaccamento dell'esercito jugoslavo e della polizia serba. Nel giugno del 2000 il comitato istituito dal procuratore dell'ICTY per esaminare la campagna di bombardamenti della NATO concluse che "i civili non furono attaccati deliberatamente in questo incidente". Un controllo a bassa quota dell'obiettivo sarebbe stato desiderabile ma "né l'equipaggio né i comandanti hanno dimostrato un grado di negligenza nell'omissione di misure precauzionali tale da giustificare l'esercizio dell'azione penale".
Il 7 maggio, nella notte, le bombe della NATO colpirono l'ambasciata cinese a Belgrado, uccidendo tre giornalisti cinesi, mentre nel pomeriggio precedente era stato colpito il mercato centrale di Niš. Gli Stati Uniti e la NATO in seguito si scusarono per il bombardamento nei pressi dell'ambasciata, affermando che era avvenuto a causa di una mappa obsoleta fornita dalla CIA, sebbene ciò fosse contestato da un rapporto congiunto dei giornali The Observer (Regno Unito) e Politiken (Danimarca), che affermò come la NATO avesse bombardato intenzionalmente l'ambasciata, utilizzata come stazione di ripetizione per i segnali radio dell'esercito jugoslavo. Il rapporto del giornale contraddisse i risultati dello stesso rapporto dell'ICTY, il quale affermava che la radice dei fallimenti nella posizione dell'obiettivo "sembra derivare dalle tecniche di navigazione terrestre impiegate da un ufficiale dell'intelligence". In un altro incidente al carcere Dubrava in Kosovo nel maggio 1999, il governo jugoslavo attribuì fino a 95 morti civili al bombardamento della struttura da parte della NATO, dopo che l'alleanza atlantica aveva citato l'attività militare serba e jugoslava nell'area; un rapporto di Human Rights Watch successivamente concluse che almeno diciannove persone etnicamente albanesi rimasero uccise dai bombardamenti, ma che probabilmente più di 70 persone furono uccise dalle forze del governo serbo nei giorni immediatamente successivi ai bombardamenti.

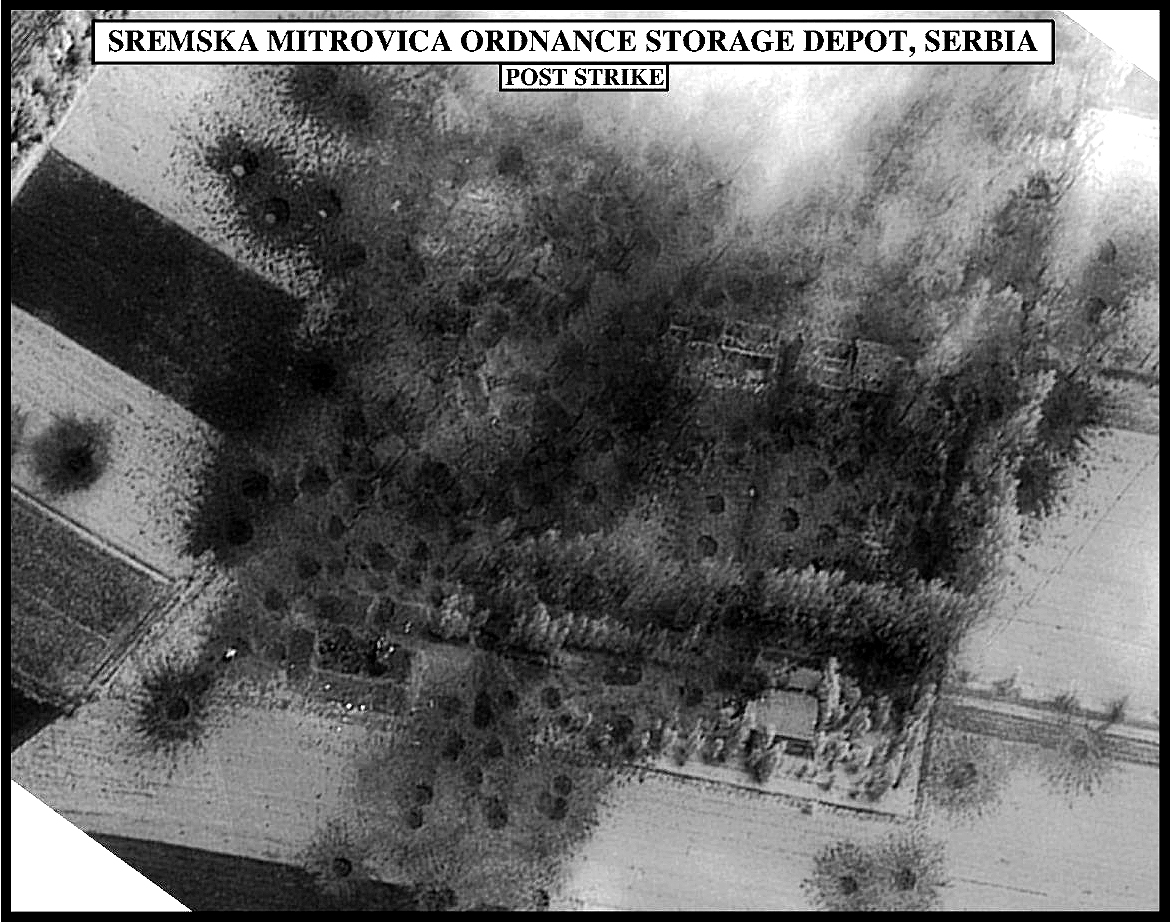
Valutazione dei danni post-bombardamento del deposito di ordigni di Sremska Mitrovica, Serbia

All'inizio di aprile il conflitto parve lontano da una risoluzione nel breve termine: i paesi della NATO iniziarono a prendere seriamente in considerazione la conduzione di operazioni di terra in Kosovo. Il primo ministro britannico Tony Blair, forte sostenitore delle forze di terra, fece pressioni sugli Stati Uniti affinché accettassero; la sua ferma posizione causò qualche allarme a Washington, poiché le forze statunitensi avrebbero fornito il maggior contributo a qualsiasi offensiva. Il presidente degli Stati Uniti Bill Clinton si mostrò estremamente riluttante a impegnare le forze statunitensi per un'offensiva di terra. Invece, Clinton autorizzò un'operazione della CIA per esaminare i metodi per destabilizzare il governo jugoslavo senza addestrare le truppe dell'UÇK. Allo stesso tempo, i negoziatori diplomatici finlandesi e russi continuarono a cercare di convincere Milošević a fare marcia indietro. Tony Blair avrebbe ordinato che 50 000 soldati britannici fossero pronti per un'offensiva di terra: la maggior parte dell'esercito britannico disponibile.

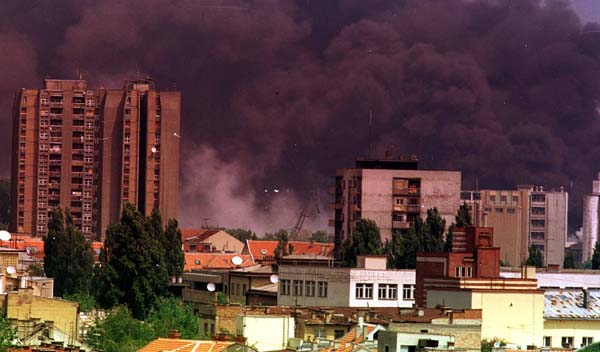
Fumo a Novi Sad dopo il bombardamento della NATO

Milošević riconobbe che la Russia non sarebbe intervenuta per difendere la Jugoslavia nonostante la forte retorica anti-NATO di Mosca. Accettò le condizioni offerte da una squadra di mediazione finnico-russa e la presenza militare all'interno del Kosovo guidata dall'ONU, ma incorporando le truppe della NATO.
Le forze speciali norvegesi Hærens Jegerkommando e Forsvarets Spesialkommando collaborarono con l'UÇK nella raccolta di informazioni di intelligence. Preparandosi per un'invasione il 12 giugno, le forze speciali norvegesi collaborarono con l'UÇK sul monte Ramno al confine tra Macedonia e Kosovo e agirono come esploratori per monitorare gli eventi in Kosovo. Insieme alle forze speciali britanniche, le forze speciali norvegesi furono le prime ad attraversare il confine con il Kosovo. Secondo Keith Graves con la rete televisiva Sky News, i norvegesi erano in Kosovo due giorni prima dell'entrata di altre forze armate e furono tra i primi ad arrivare a Pristina. Il compito di Hærens Jegerkommando e Forsvarets Spesialkommando era quello di spianare la strada tra le parti contendenti e di fare accordi locali per attuare l'accordo di pace tra i serbi e gli albanesi del Kosovo.

### Ritirata jugoslava ed ingresso della KFOR
Il 3 giugno 1999 Slobodan Milošević accettò i termini di un piano di pace internazionale per porre fine ai combattimenti. Il parlamento nazionale adottò la proposta in seguito a un dibattito controverso con i delegati che arrivarono quasi a una rissa in diversi momenti. Il 10 giugno il Consiglio del Nord Atlantico infine ratificò l'accordo e sospese le operazioni di volo.
Il 12 giugno, dopo le dimissioni di Milošević, la Forza per il mantenimento della pace del Kosovo (KFOR), a guida NATO e composta da 30 000 soldati, iniziò le operazioni in Kosovo. Nonostante la KFOR si fosse preparata a condurre anche operazioni di combattimento, la missione si limitò alle attività di Peacekeeping. La forza era basata sul quartier generale del Corpo di reazione rapida alleato comandato dall'allora tenente generale Mike Jackson dell'esercito britannico. Consisteva di forze britanniche (una brigata costituita dalla 4ª brigata corazzata e dalla 5ª brigata aviotrasportata), una brigata dell'esercito francese, una brigata dell'esercito tedesco, che entrò da ovest, mentre altre forze avanzarono da sud, e brigate dell'esercito italiano e dell'esercito degli Stati Uniti.

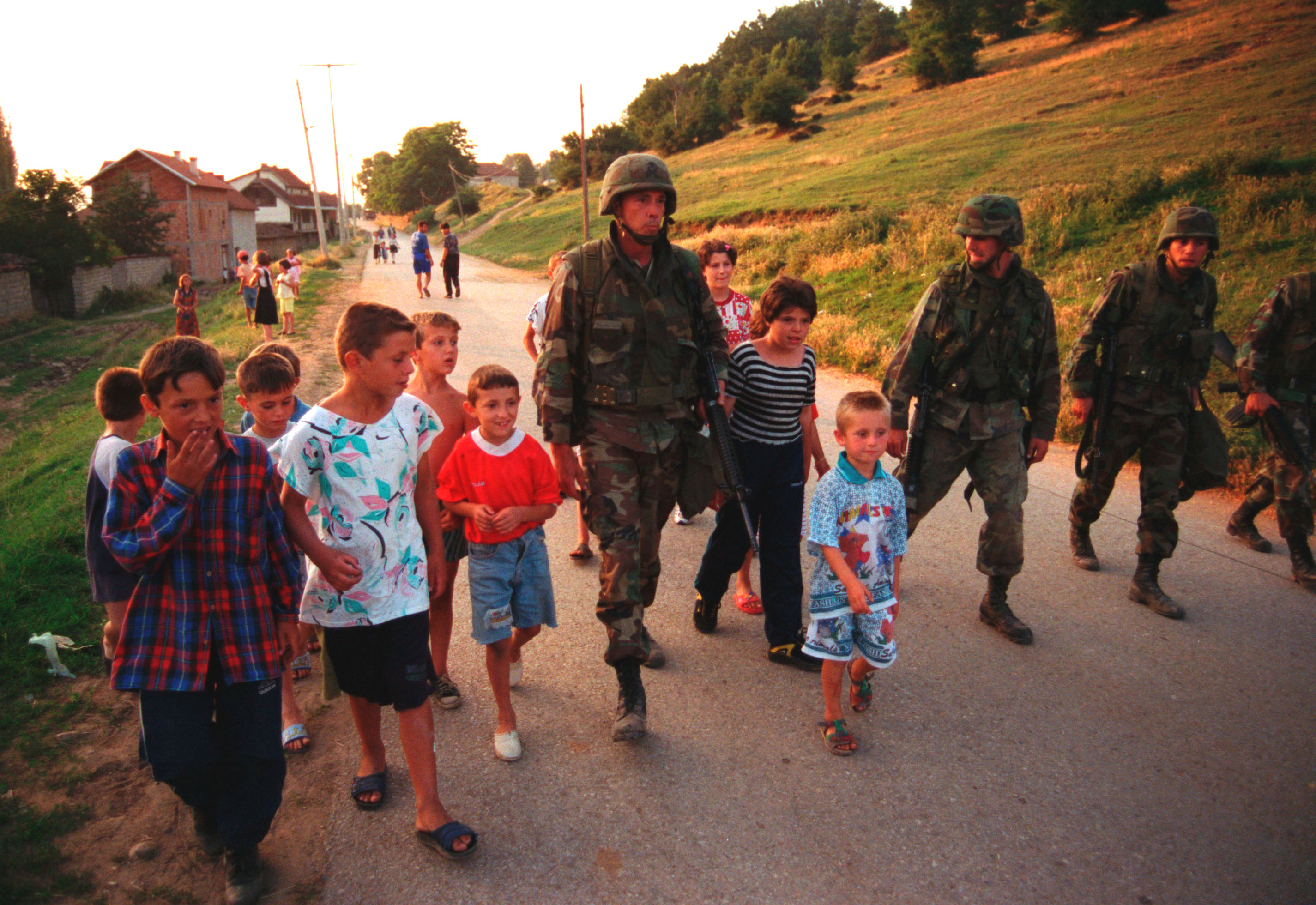
Marines americani marciano con bambini albanesi a Zegra (Kosovo), 28 giugno 1999

Le prime truppe della NATO ad entrare a Pristina il 12 giugno 1999 furono le forze speciali norvegesi del Forsvarets Spesialkommando (FSK) e soldati del reggimento 22 del British Special Air Service, anche se con grande imbarazzo diplomatico della NATO le truppe russe arrivarono per prime all'aeroporto. I soldati norvegesi furono i primi a entrare in contatto con le truppe russe all'aeroporto. La missione del FSK era di livellare il campo di negoziazione tra le parti belligeranti e di mettere a punto gli accordi dettagliati e locali necessari per attuare l'accordo di pace tra i serbi e gli albanesi del Kosovo.
Il contributo degli Stati Uniti, noto come Initial Entry Force, era guidato dalla 1ª divisione corazzata, comandata dal generale di brigata Peterson, da un plotone del 2º battaglione e dal 505º reggimento di fanteria paracadutisti assegnato alle forze britanniche. Altre unità includevano il 1º ed il 2º battaglione del 10º gruppo delle forze speciali (aviotrasportate) da Stoccarda in Germania e da Fort Carson, Colorado, fanteria TF 1–6 (fanteria 1-6 con C Co 1-35AR) da Baumholder, Germania, il 2º battaglione, il 505º reggimento di fanteria paracadutisti da Fort Bragg, North Carolina, il 26° Marine Expeditionary Unit da Camp Lejeune, North Carolina, il 1º battaglione, il 26º reggimento di fanteria da Schweinfurt, Germania, e l'Echo Troop 4º reggimento di cavalleria, anche da Schweinfurt, Germania. Anche il 501º battaglione di fanteria meccanizzata dell'esercito greco era aggregato alle forze degli Stati Uniti. Le prime forze statunitensi stabilirono la loro area di operazione intorno alle città di Uroševac, il futuro Camp Bondsteel, e di Gnjilane, a Camp Monteith, e trascorsero quattro mesi - l'inizio di un soggiorno che continua fino ad oggi - per stabilire l'ordine nel settore sud-orientale del Kosovo.
Durante l'incursione iniziale i soldati statunitensi furono accolti positivamente dalla locale popolazione albanese che esultò e lanciò fiori mentre i soldati statunitensi e e quelli della KFOR attraversavano i loro villaggi. Nonostante l'assenza totale di resistenza, si contarono tre caduti tra i soldati statunitensi dell'Initial Entry Force, vittime di incidenti.

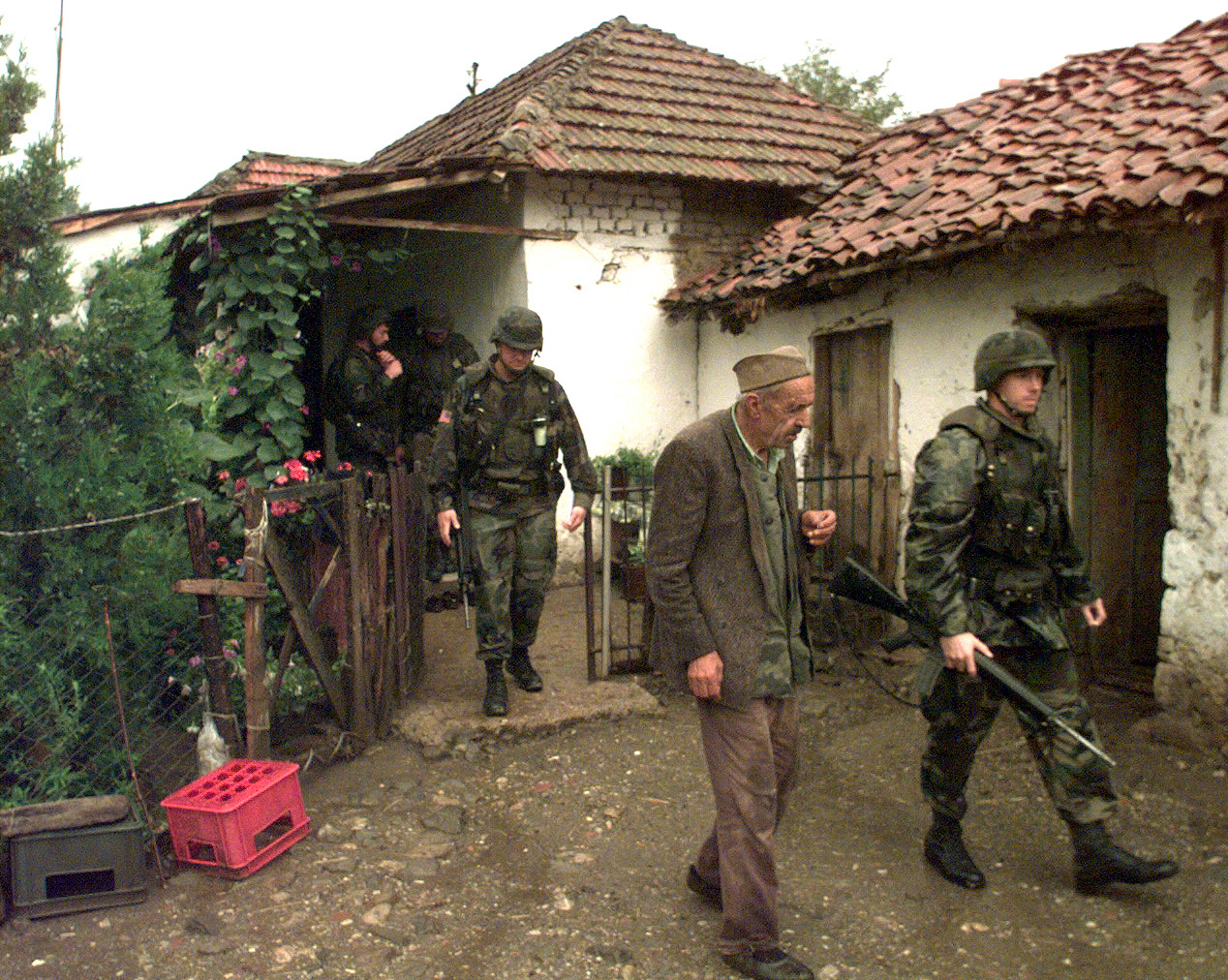
Soldati americani scortano un civile serbo a Zitinje dopo aver trovato un'arma automatica, 26 luglio 1999

Il 1º ottobre 1999 circa 150 paracadutisti della Compagnia Alpha, 1/508th Airborne Battalion Combat Team di Vicenza, si paracadutarono a Uroševac come parte dell'operazione Rapid Guardian. Lo scopo della missione era principalmente quello di avvertire il presidente jugoslavo Slobodan Milošević della risoluzione della NATO e della sua rapida capacità militare. Un soldato americano, il sergente Neil Pringle, rimase ucciso nel corso di un'esercitazione a causa della mancata apertura del proprio paracadute. I paracadutisti dell'1/508° si unirono ai paracadutisti dell'82° aviotrasportato e della KFOR nel pattugliamento di varie aree del Kosovo, senza incidenti, fino al 3 ottobre 1999.
Il 15 dicembre 1999 il sergente maggiore Joseph Suponcic rimase ucciso in seguito al passaggio dell'HMMWV in cui era passeggero su una mina anticarro posizionata dagli albanesi e destinata al contingente russo con cui la squadra di Suponcic stava pattugliando a Kosovska Kamenica.
A seguito della campagna militare, il coinvolgimento delle forze di pace russe si rivelò teso e impegnativo per la forza NATO del Kosovo. I russi si aspettavano un settore indipendente del Kosovo, per poi essere infelicemente sorpresi dalla prospettiva di operare sotto il comando della NATO. Senza preventiva comunicazione o coordinamento con la NATO, le forze russe di mantenimento della pace entrarono in Kosovo dalla Bosnia-Erzegovina e occuparono l'aeroporto internazionale di Pristina prima dell'arrivo delle forze NATO. Ciò provocò un incidente (incidente di Pristina) durante il quale il desiderio del comandante supremo della NATO Wesley Clark di bloccare con la forza le piste con veicoli NATO, per impedire qualsiasi rinforzo russo, venne rifiutato dal comandante della KFOR, il generale Mike Jackson.

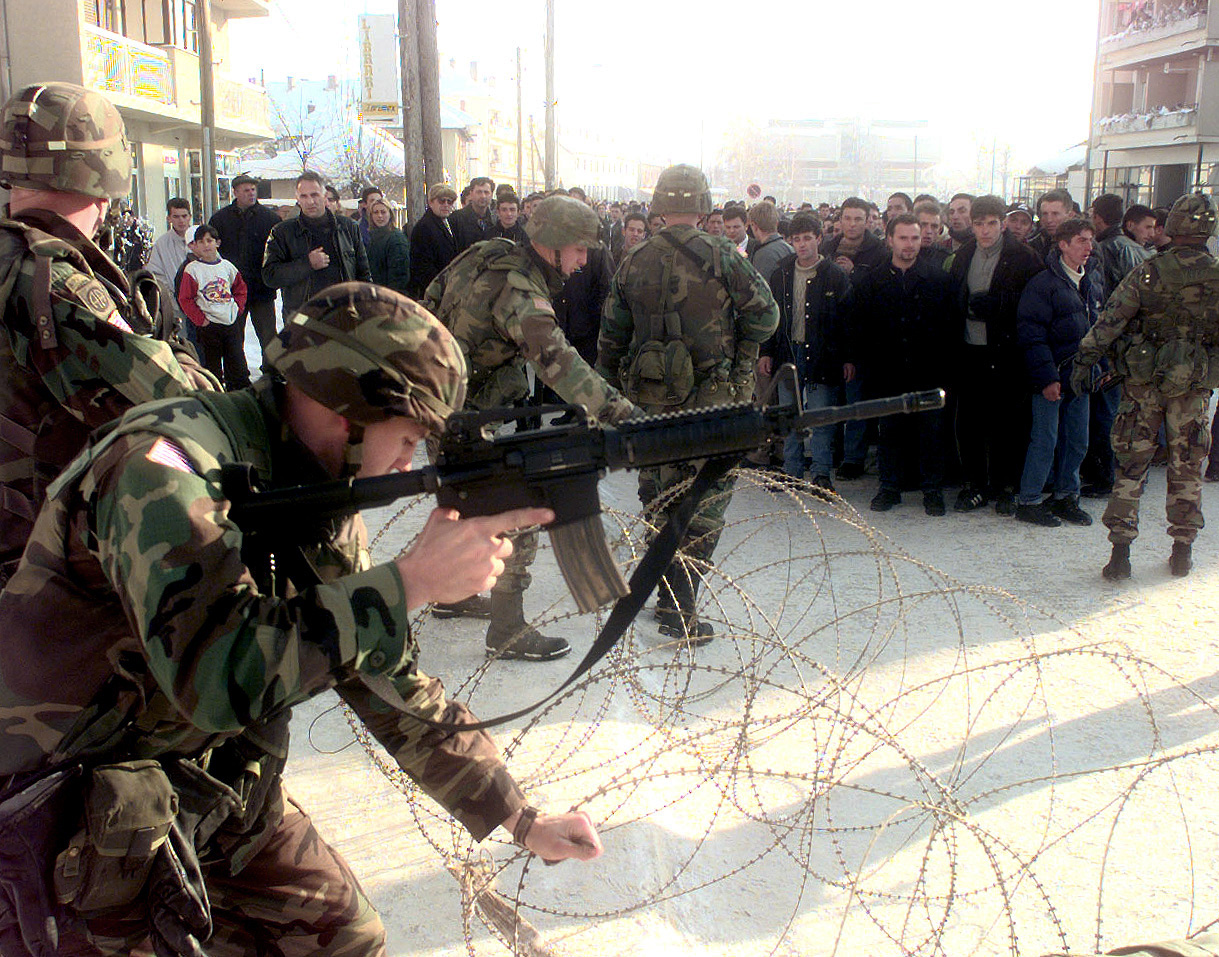
Soldati statunitensi controllano l'ordine a Vitina durante una protesta il 9 gennaio 2000

Nel giugno 2000 vennero scoperti commerci di armi tra Russia e Jugoslavia, con conseguenti ritorsioni e bombardamenti ai posti di blocco russi e alle stazioni di polizia della zona. Su un'altura nella valle di Preševo fu istituita una postazione dagli artiglieri statunitensi dell'Echo Battery 1/161 con l'obiettivo di monitorare e assistere gli sforzi di mantenimento della pace nel settore russo. Agendo con il supporto del ⅔ d'artiglieria da campo e della 1ª divisione corazzata, la batteria fu in grado di operare con successo e di gestire continuativamente un sistema radar Firefinder, che permise alle forze NATO di monitorare più da vicino le attività nel settore e nella valle di Preševo. Alla fine venne raggiunto un accordo in base al quale le forze russe avrebbero sì operato come un'unità della KFOR, ma non sotto la struttura di comando della NATO.

## Caduti

### Civili

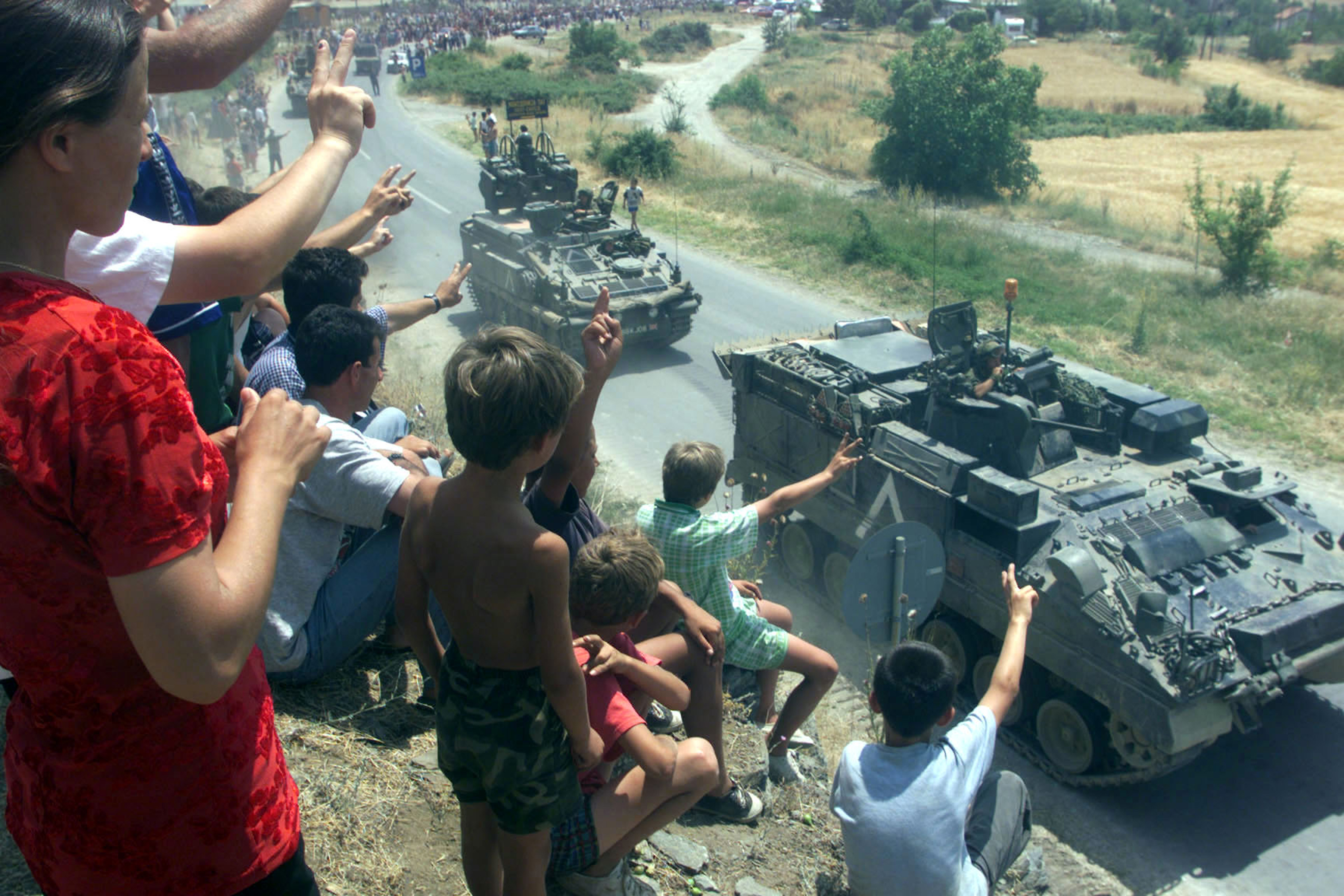
Veicoli corazzati per trasporto truppe delle guardie irlandesi salutati dai rifugiati del campo di Brazda al confine macedone mentre avanzano verso Pristina

Nel giugno 2000 la Croce Rossa riferì che 3 368 civili (principalmente albanesi kosovari, ma con diverse centinaia di serbi e rom) erano ancora dispersi, quasi un anno dopo il conflitto: si concluse che la maggior parte di questi dovevano essere "presumibilmente morti".
Uno studio condotto dai ricercatori del Center for Disease Control and Prevention di Atlanta, pubblicato nel 2000 sulla rivista medica The Lancet, stimò che "12 000 morti nella popolazione totale" potrebbero essere attribuite alla guerra. Questo numero è stato ottenuto esaminando 1 197 famiglie dal febbraio 1998 al giugno 1999. 67 dei 105 decessi riportati nella popolazione campione furono attribuiti a traumi legati alla guerra, dato che porta a calcolare circa 12 000 decessi se si applica lo stesso tasso di mortalità correlato alla guerra alla popolazione totale del Kosovo. I tassi di mortalità più elevati furono riscontrati tra gli uomini tra i 15 ed i 49 anni (5 421 vittime di guerra) e tra gli uomini sopra i 50 anni (5 176 vittime). Per le persone di età inferiore ai 15 anni, le stime furono di 160 vittime per i maschi e 200 per le femmine. Per le donne tra i 15 e i 49 anni la stima è di 510 vittime, mentre oltre i 50 anni la stima è di 541 vittime. Gli autori affermarono inoltre che non era possibile "distinguere completamente tra vittime civili e militari".
Lo studio congiunto del 2008 dell'Humanitarian Law Center (una ONG serba e kosovara), della Commissione internazionale per le persone scomparse e della Commissione per le persone scomparse della Serbia redasse un elenco nome per nome delle vittime di guerra e del dopoguerra. Secondo il Kosovo Memory Book del 2015, 13 535 persone furono uccise o rimaste disperse in Kosovo durante il conflitto, dal 1º gennaio 1998 fino al dicembre 2000. Di queste, 10 812 erano albanesi, 2 197 serbi e 526 rom, bosniaci, montenegrini ed altri. 10 317 civili furono uccisi o scomparvero, di cui 8 676 albanesi, 1 196 serbi e 445 rom. I restanti 3 218 morti o dispersi erano combattenti, inclusi 2 131 membri dell'UÇK e delle FARK, 1 084 membri delle forze serbe e 3 membri della KFOR. Nel 2019, il libro è stato aggiornato ad un totale di 13 548 caduti. Nell'agosto 2017, l'Alto Commissario delle Nazioni Unite per i diritti umani riferì che tra il 1998 e il 1999 più di 6 000 persone erano scomparse in Kosovo e che 1 658 erano rimaste disperse, senza che né la persona né il corpo, in quel momento, fossero stati ritrovati.
Per quanto riguarda le vittime attribuite alle forze jugoslave, secondo il New York Times possono essere quantificate in 800 000 albanesi del Kosovo fuggiti e un numero compreso tra 7 000 e 9 000 uccisi. La stima di 10 000 morti è utilizzata dal Dipartimento di Stato americano, che citò le violazioni dei diritti umani come principale motivo per attaccare la Jugoslavia. Le fosse comuni conosciute sono una in un campo di addestramento della polizia appena fuori Belgrado, con 800 corpi ritrovati nel 2001, una in un complesso di un'unità di polizia antiterrorismo a Batajnica a Belgrado, con almeno 700 corpi, una con 77 corpi a Petrovo Selo ed una con 50 corpi vicino a Peručac.
Gli esperti statistici che lavoravano per conto del Tribunale penale internazionale per l'ex-Jugoslavia (ICTY) stimarono che il numero totale di morti sia di circa 10 000. Nell'agosto 2000, l'ICTY annunciò di aver riesumato 2 788 corpi in Kosovo, senza menzionare quanti di questi fossero vittime di crimini di guerra.
Per quanto riguarda le vittime civili attribuite ai bombardamenti della NATO, furono stimate tra 488 e 527 (di cui 90-150 per bombe a grappolo) da Human Rights Watch, stima ritenuta "ragionevole" da Lord Robertson, segretario generale della NATO fra il 1999 ed il 2003.
Per quanto riguarda le vittime civili attribuite all'UÇK, furono stimate in diverse centinaia.

### Militari

#### Jugoslavia
In un primo momento la NATO affermò di aver ucciso 10 000 soldati jugoslavi, mentre la Jugoslavia ne rivendicò solamente 500; le squadre investigative della NATO in seguito corressero questa stima in poche centinaia di soldati jugoslavi uccisi da attacchi aerei. Nel 2001, le autorità jugoslave confermarono la perdita di 462 soldati e il ferimento di 299 uomini causati dagli attacchi aerei della NATO. Più tardi, nel 2013, la Serbia affermò che 1 008 soldati e poliziotti jugoslavi erano stati uccisi dai bombardamenti dell'Alleanza atlantica. La NATO poi aggiornò la stima delle sue vittime in 1 200 soldati e poliziotti jugoslavi.
La NATO affermò che l'esercito jugoslavo aveva perso 93 carri armati (M-84 e T-55), 132 APC e 52 pezzi di artiglieria. Newsweek ottenne l'accesso a un rapporto soppresso della US Air Force che affermava come le perdite jugoslave ammontassero a "3 carri armati, non 120; 18 mezzi corazzati da trasporto, non 220; 20 pezzi di artiglieria, non 450". Un altro rapporto della US Air Force fornisce una cifra di 14 carri armati distrutti. La maggior parte degli obiettivi colpiti in Kosovo erano esche, come carri armati fatti di fogli di plastica con pali del telegrafo per le canne delle armi, o carri armati della seconda guerra mondiale non funzionanti. Le difese antiaeree furono preservate dal semplice espediente di non accenderle, impedendo agli aerei della NATO di rilevarle, ma costringendoli a mantenersi al di sopra dei 4 600 metri, rendendo molto più difficile un bombardamento preciso. Verso la fine della guerra, venne affermato che i bombardamenti a tappeto con aerei B-52 avevano causato grosse perdite tra le truppe jugoslave di stanza lungo il confine tra Kosovo e Albania. Un'attenta ricerca da parte degli investigatori della NATO non trovò prove di perdite così grandi.
La perdita più significativa per l'esercito jugoslavo è stata rappresentata dal danneggiamento e dalla distruzione delle infrastrutture. Quasi tutte le basi aeree e gli aeroporti militari (Batajnica, Lađevci, Slatina, Golubovci e Đakovica) e altri edifici e strutture militari furono gravemente danneggiati o distrutti. A differenza delle unità e del loro equipaggiamento, gli edifici militari non potevano essere mimetizzati. Così, anche l'industria della difesa e le strutture di revisione tecnica militare furono gravemente danneggiate (Utva, fabbrica di armi Zastava, centro di revisione dell'aeronautica Moma Stanojlović, centri di revisione tecnica a Čačak e Kragujevac). Nel tentativo di indebolire l'esercito jugoslavo, la NATO prese di mira diverse importanti strutture civili (la raffineria di petrolio di Pančevo, la raffineria di petrolio di Novi Sad, ponti, antenne TV, ferrovie, eccetera).

#### UÇK
Secondo le sue stesse stime, circa 1 500 soldati dell'Esercito di liberazione del Kosovo, furono uccisi. L'Humanitarian Law Center, registrò 2 131 caduti dell'UÇK e delle FARK nel suo database completo.

#### NATO
Secondo i rapporti ufficiali la NATO non subì vittime come risultato diretto delle operazioni di combattimento. Nelle prime ore del 5 maggio, un elicottero Apache AH-64 dell'esercito americano si schiantò non lontano dal confine tra Serbia e Albania. Medesima sorte toccò ad un altro elicottero statunitense AH-64, precipitato a circa 64 km a nord-est di Tirana, molto vicino al confine tra Albania e Kosovo. I due piloti statunitensi dell'elicottero, gli ufficiali David Gibbs e Kevin L. Reichert, persero la vita nell'incidente. Furono le uniche vittime della NATO durante la guerra, secondo le dichiarazioni ufficiali dell'Alleanza atlantica.
Ci furono altre vittime dopo la guerra, principalmente a causa delle mine terrestri. Durante la guerra, l'Alleanza riferì la perdita del primo aereo stealth statunitense (un F-117 Nighthawk) mai abbattuto dal fuoco nemico. Inoltre, andarono perduti un caccia F-16 vicino a Šabac e 32 droni militari (UAV) di diverse nazioni. Alcune fonti statunitensi affermano che anche un secondo F-117A fu gravemente danneggiato e, sebbene fosse tornato alla sua base, non riprese più il volo. Degli A-10 Thunderbolt furono segnalati come perdite, con due abbattuti e altri due danneggiati. Tre soldati statunitensi a bordo di un Humvee in una pattuglia di routine furono catturati dalle forze speciali jugoslave attraverso il confine con la Macedonia.

### Conseguenze
Le forze jugoslave e serbe causarono lo sfollamento di un numero compreso tra 1,2 milioni e 1,45 milioni di albanesi del Kosovo. Dopo la fine della guerra, nel giugno 1999, numerosi rifugiati albanesi iniziarono a tornare a casa dai paesi vicini. Nel novembre 1999, secondo l'Alto Commissario delle Nazioni Unite per i rifugiati, 848 100 su 1 108 913 avevano fatto ritorno in patria.
Secondo il censimento della Jugoslavia del 1991, dei quasi 2 milioni di abitanti del Kosovo nel 1991, 194 190 erano serbi, 45 745 rom e 20 356 montenegrini. Secondo Human Rights Watch, 200 000 serbi e migliaia di rom fuggirono dal Kosovo durante e dopo la guerra. Un rapporto di Human Rights Watch del 2001 suggerì che l'allontanamento delle minoranze etniche in Kosovo fosse un pretesto per giustificare uno stato indipendente. Il medesimo studio confermerebbe oltre 1000 rapporti di pestaggi e torture di minoranze in Kosovo da parte di albanesi etnici avvenuti nel 2000, dopo la fine della guerra. Più di 164 000 serbi lasciarono il Kosovo durante le sette settimane che seguirono il ritiro delle forze jugoslave e serbe dal Kosovo.

## Crimini di guerra

### Crimini di guerra di jugoslavi e serbi
I massacri avvenuti per mano serba in Kosovo, ai danni principalmente di civili albanesi kosovari, sono: il massacro di Račak (45 albanesi uccisi da forze speciali serbe), il massacro di Suva Reka (48 civili albanesi uccisi da poliziotti serbi), il massacro di Podujevo (14 civili albanesi kosovari uccisi da paramilitari serbi), il massacro di Velika Kruša (secondo l'ICTY, 42 persone uccise dalla Specijalna Antiteroristička Jedinica), il massacro di Izbica (93 civili albanesi uccisi da forze serbe), i massacri di Drenica, il massacro di Gornje Obrinje (di cui sopra), il massacro di Ćuška, il massacro di Bela Crkva, il massacro di Meja (con almeno 300 vittime), il massacro della prigione di Dubrava (oltre 70 vittime), il massacro di Poklek (almeno 47 vittime) ed il massacro di Vučitrn (almeno 100 rifugiati kosovari uccisi dalla polizia serba).
Delle 498 moschee in Kosovo che erano in uso attivo, il Tribunale penale internazionale per l'ex Jugoslavia (ICTY) documentò che in totale furono 225 le moschee ad aver subito danni o distruzioni da parte dell'esercito serbo jugoslavo. La campagna di contro-insurrezione serbo-jugoslava tra il 1998 e il 1999 in Kosovo provocò il danneggiamento, la vandalizzazione o la distruzione di 225 moschee su un totale di 600, nei diciotto mesi della sua durata. Durante la guerra, l'eredità architettonica islamica rappresentò un patrimonio albanese per le forze paramilitari e militari serbe e jugoslave e la distruzione del patrimonio architettonico non serbo fu una componente metodica e pianificata della pulizia etnica in Kosovo.
Durante il conflitto si verificarono stupri e violenze sessuali diffuse da parte dell'esercito, della polizia e dei paramilitari serbi e la maggior parte delle vittime erano donne albanesi del Kosovo, per un numero stimato di 20 000 vittime di abusi. I crimini di stupro da parte dei militari, dei paramilitari e della polizia serbi furono definiti crimini contro l'umanità e crimini di tortura di guerra.
Il presidente jugoslavo Slobodan Milošević venne accusato dall'ICTY di crimini contro l'umanità e crimini di guerra. Nel 2001, l'allora presidente Vojislav Koštunica "ha combattuto con le unghie e con i denti" contro i tentativi di portare Milošević davanti a un tribunale internazionale, ma non fu in grado di impedire che ciò accadesse dopo la scoperta di ulteriori atrocità.
Entro il 2014, l'ICTY emise verdetti definitivi contro i funzionari jugoslavi incriminati che furono giudicati colpevoli di espulsione, altri atti disumani (trasferimento forzato), omicidio e persecuzioni (crimini contro l'umanità, articolo 5), nonché omicidio (violazioni delle leggi o costumi di guerra, articolo 3):
- Nikola Šainović, ex vice primo ministro della Repubblica Federale di Jugoslavia, condannato a 18 anni di carcere.[183]
- Dragoljub Ojdanić, ex capo di stato maggiore dell'esercito jugoslavo, condannato a 15 anni di prigione.[183]
- Nebojša Pavković, ex comandante della Terza Armata dell'esercito jugoslavo, condannato a 22 anni di prigione.[183]
- Vladimir Lazarević, ex comandante del Corpo Priština dell'esercito jugoslavo, condannato a 14 anni di prigione.[183]
- Sreten Lukić, ex capo del ministero degli Affari interni serbo, condannato a 20 anni di carcere.[183]
- Vlastimir Đorđević, ex viceministro degli Affari interni serbo (MUP) e capo del dipartimento di pubblica sicurezza (RJB) del MUP, fu condannato a 18 anni di carcere.[184]
- Milan Milutinović fu prosciolto da ogni accusa.[183]
- Vlajko Stojiljković si suicidò.
- Slobodan Milošević morì prima che fosse raggiunto un verdetto.

L'ICTY stabilì legalmente che:
... la FRY e le forze serbe hanno usato la violenza e il terrore per costringere un numero significativo di albanesi del Kosovo a lasciare le loro case e ad andare oltre i confini, in modo che le autorità statali mantenessero il controllo sul Kosovo... Questa campagna è stata condotta dall'esercito e le forze di polizia del Ministero dell'Interno (MUP) sotto il controllo della FRY e delle autorità serbe, responsabili di espulsioni di massa di civili albanesi del Kosovo dalle loro case, nonché di uccisioni, aggressioni sessuali e distruzione intenzionale di moschee.
Per il governo della Serbia, la cooperazione con l'ICTY è "ancora considerata un obbligo angosciante, il prezzo necessario per l'adesione all'Unione europea".

### Crimini di guerra di albanesi kosovari
Membri dell'UÇK furono gli autori del massacro di Rahovec (47 vittime) e, secondo una corte serba, delle uccisioni di Gnjilane. La Serbia attribuì all'UÇK anche il massacro di Klečka, il massacro del lago Radonjić ed il massacro di Volujak.
L'ICTY emise accuse contro i membri dell'UÇK Fatmir Limaj, Haradin Bala, Isak Musliu e Agim Murtezi per crimini contro l'umanità. Furono arrestati il 17 e 18 febbraio 2003. Le accuse furono presto ritirate contro Agim Murtezi come caso di identità errata e Fatmir Limaj fu prosciolto da tutte le accuse il 30 novembre 2005 e rilasciato. Le accuse riguardavano il campo di prigionia gestito dagli imputati a Lapušnik tra maggio e luglio 1998.
Nel marzo 2005, un tribunale delle Nazioni Unite incriminò il primo ministro del Kosovo Ramush Haradinaj per crimini di guerra contro i serbi. L'8 marzo rassegnò le dimissioni. Haradinaj, un albanese etnico, era un ex comandante che guidava le unità dell'Esercito di liberazione del Kosovo e venne nominato primo ministro dopo aver vinto un'elezione di 72 voti contro tre nel parlamento del Kosovo nel dicembre 2004. Haradinaj fu poi assolto su tutti i fronti insieme ai veterani Idriz Balaj e Lahi Brahimaj. L'Ufficio del Procuratore presentò ricorso contro le loro assoluzioni, con il risultato che l'ICTY ordinò un nuovo processo parziale. Il 29 novembre 2012 tutti e tre furono prosciolti per la seconda volta da tutte le accuse. I processi furono pieni di accuse di intimidazione di testimoni, poiché i media di diversi paesi scrissero che diciannove persone che avrebbero dovuto essere testimoni del processo contro Haradinaj furono uccise (l'ICTY contestò questi rapporti).
Secondo Human Rights Watch, "800 civili non-albanesi sono stati rapiti e assassinati dal 1998 al 1999". Dopo la guerra, "479 persone sono scomparse ... la maggior parte di loro serbi". Anche degli albanesi accusati di "collaborazione" con le autorità serbe furono picchiati, rapiti o uccisi, in particolare nei comuni di Prizren, Djakovica e Klina. HRW osservò che "l'intento alla base di molte delle uccisioni e dei rapimenti verificatisi nella provincia dal giugno 1999 sembra essere l'espulsione della popolazione serba e rom del Kosovo piuttosto che un desiderio di vendetta da sola. In numerosi casi, gli sforzi diretti e sistematici sono stati fatti per costringere serbi e rom a lasciare le loro case". Circa 200 000 serbi e rom fuggirono dal Kosovo in seguito al ritiro delle forze jugoslave.
Nell'aprile 2014, l'Assemblea del Kosovo approvò l'istituzione di un tribunale speciale per processare casi riguardanti crimini e altri gravi abusi commessi nel 1999-2000 da membri dell'UÇK. Le segnalazioni di abusi e crimini di guerra commessi dall'UÇK durante e dopo il conflitto includono massacri di civili, campi di prigionia, incendi e saccheggi di case e distruzione di chiese e monumenti medievali.

### Crimini di guerra della NATO

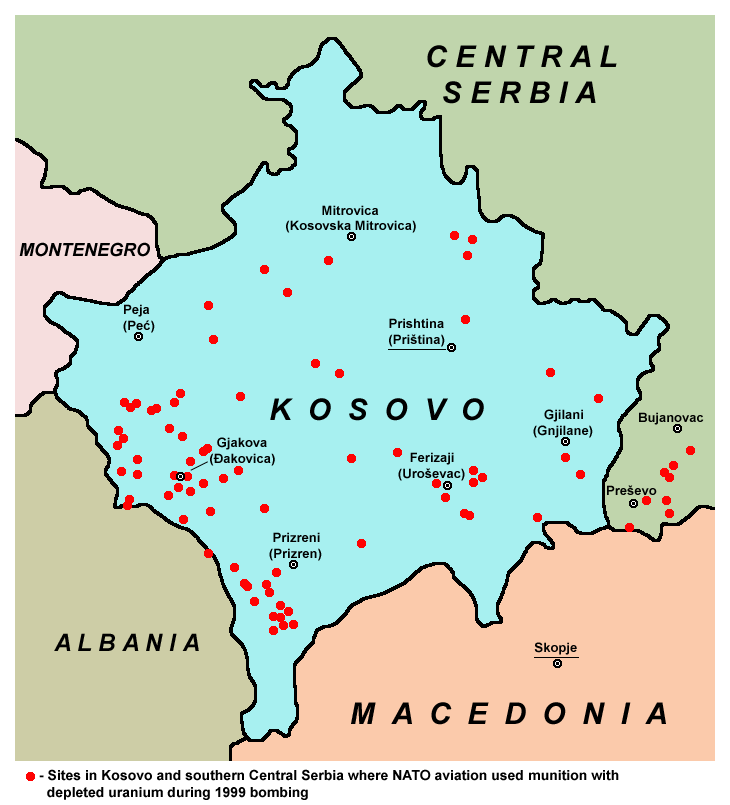
Siti del Kosovo e della Serbia sud-orientale dove l'aviazione NATO utilizzò munizioni all'uranio impoverito durante i bombardamenti del 1999.

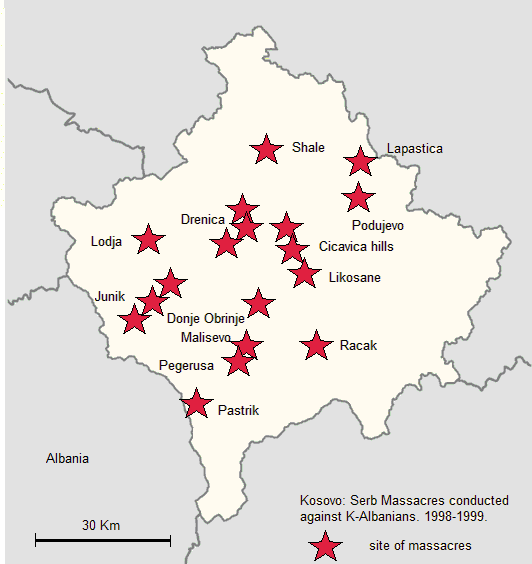
Kosovo: massacri da parte dei serbi 1998-99.

Il governo jugoslavo e alcuni gruppi internazionali (ad esempio, esponenti di Amnesty International) affermarono che la NATO avrebbe commesso crimini di guerra durante il conflitto, in particolare con il bombardamento del quartier generale della TV serba a Belgrado il 23 aprile 1999, dove morirono 16 persone e altre 16 rimasero ferite. Sian Jones di Amnesty dichiarò: "Il bombardamento del quartier generale della radio e della televisione di Stato serba è stato un attacco deliberato a un oggetto civile e come tale costituisce un crimine di guerra". Un successivo rapporto condotto dall'ICTY intitolato Rapporto finale al procuratore dal comitato istituito per esaminare la campagna di bombardamenti della NATO contro la Repubblica federale di Jugoslavia concluse che, "nella misura in cui l'attacco era effettivamente mirato a interrompere la rete di comunicazioni, era legalmente accettabile" e che "il prendere di mira l'edificio RTS da parte della NATO per scopi di propaganda era un obiettivo secondario (sebbene complementare) del suo obiettivo principale di disabilitare il sistema di comando e controllo militare serbo e di distruggere il sistema nervoso e l'apparato che mantiene Milosević al potere". Inoltre, per quanto riguarda le vittime civili, dichiarò che sebbene fossero "sfortunatamente alte, non sembrano essere chiaramente sproporzionate".

## Conseguenze militari e politiche

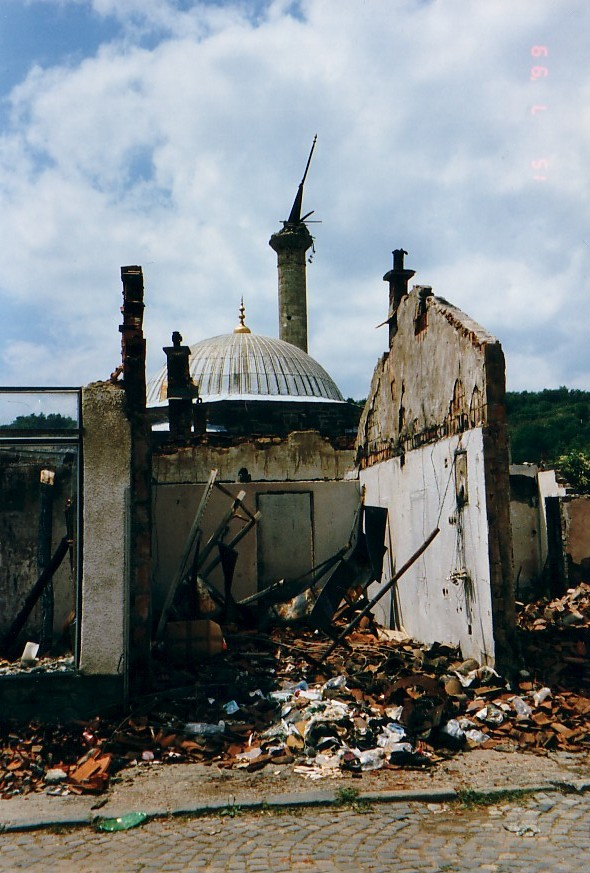
Il villaggio di Broliq distrutto durante la guerra

La guerra in Kosovo produsse una serie di importanti conseguenze in termini di risultati militari e politici. Lo status del Kosovo resta tuttavia irrisolto; i negoziati internazionali, iniziati nel 2006 per determinare il livello di autonomia del Kosovo, come previsto dalla risoluzione 1244 del Consiglio di sicurezza delle Nazioni Unite, fallirono. La provincia è attualmente amministrata dalle Nazioni Unite, nonostante la dichiarazione unilaterale di indipendenza del 17 febbraio 2008.
I colloqui sostenuti dalle Nazioni Unite, guidati dall'inviato speciale delle Nazioni Unite Martti Ahtisaari, iniziarono nel febbraio 2006. Nonostante i progressi compiuti su questioni tecniche, entrambe le parti rimasero su posizioni diametralmente opposte sulla questione dello status stesso. Nel febbraio 2007 Ahtisaari consegnò ai leader di Belgrado e Pristina una bozza di proposta di risoluzione dello status, la base per una bozza di risoluzione del Consiglio di sicurezza dell'ONU che proponeva "l'indipendenza controllata" per la provincia, contraria alla risoluzione 1244 del Consiglio di sicurezza dell'ONU. Nel 2007, la bozza di risoluzione, sostenuta da Stati Uniti, Regno Unito e altri membri europei del Consiglio di sicurezza, è stata riscritta quattro volte per cercare di accogliere le preoccupazioni russe che una tale risoluzione avrebbe minato il principio della sovranità statale. La Russia, detentrice del potere di veto al Consiglio di sicurezza come uno dei cinque membri permanenti, dichiarò che non avrebbe sostenuto alcuna risoluzione che non fosse stata accettabile sia per Belgrado, che per Prishtina.
Il conflitto armato portò molte perdite di vite umane, distruzione e danni economici, che pesano ancora oggi sulla vita sociale del Paese. Le tensioni tra albanesi e serbi permangono tuttora.